# Història del Regne Unit
|  | Aquest és l'article de la història de la Unió del Regne Unit i la seva conformació com a Estat sobirà. Per a més informació sobre la història dels països constituents, vegeu: història d'Anglaterra, història d'Escòcia, història de Gal·les i història d'Irlanda |

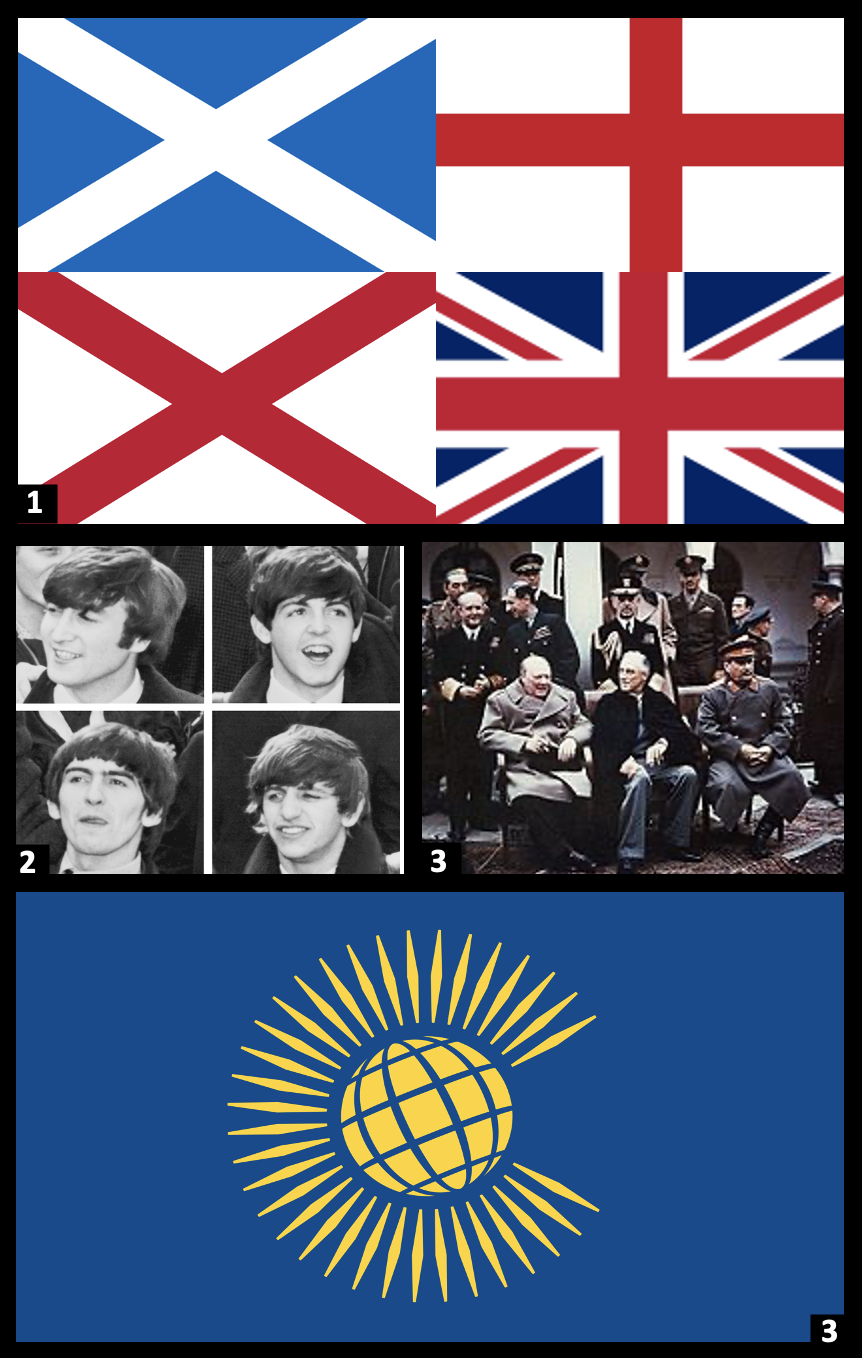
(1) Banderes que conformen l'Union Jack; (2) Els Beatles imatge de la ressonància de la cultura anglosaxona al món; (3) Els vencedors de la Segona Guerra Mundial en conferència per redibuixar el món; (4) Bandera de la CommomWealth;

El Regne Unit és un estat sobirà conformat per les nacions d'Anglaterra, Escòcia, Gal·les i Irlanda del Nord. El Regne Unit va néixer amb l'Acta d'Unió de 1707 que va unir els parlaments anglès i escocès per crear el "Regne Unit de la Gran Bretanya". Amb l'Acta d'Unió de 1800, es van unir el Regne de la Gran Bretanya i el Regne d'Irlanda per crear el "Regne Unit de la Gran Bretanya i Irlanda". El 1922 la Estat Lliure d'Irlanda se'n va independitzar, encara que Irlanda del Nord va romandre com a part del Regne Unit; com a resultat d'això, des de 1927 el nom formal del regne és "Regne Unit de Gran Bretanya i Irlanda del Nord".

## Prehistòria

### Les primeres poblacions

Extenció màxima de la glaciació elsteriana representada cartogràficament.

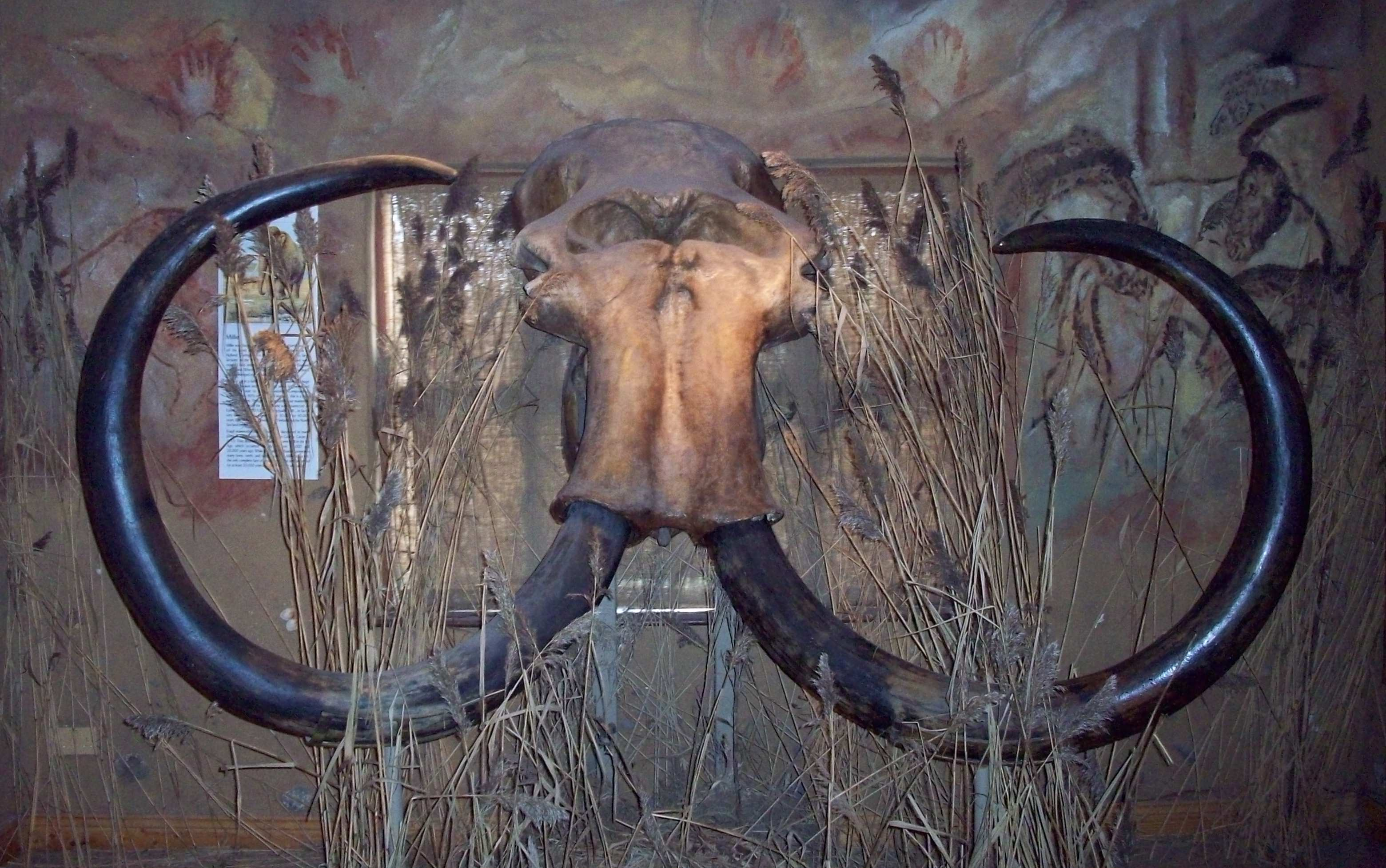
La troballa al mar del nord d'aquest esquelet de mamut, que s'ha associat a la cultura celta, per part d'un pescador evidencia l'existència del Doggerland

En anglès es coneix com a Anglian Stage o Era dels Angles en català el període prehistòric de glaciació de les illes britàniques. És una expressió utilitzada a les illes britàniques en general i al món de parla anglesa de forma recurrent. A Europa es relaciona amb la glaciació elsteriana que tocà tota el nord del continent. A Amèrica el període ha estat relacionat igualment a l'era glacial de Kansan.
El període constituïx part de la prehistòria del Regne Unit perquè fou en aquesta època que s'hi desplaçaren els primers humans. No hi ha certesa sobre la data concreta i les motivacions. Nogensmenys, restes arqueològiques estudiades contemporàniament permeten afirmar que el territori de les illes britàniques fou ocupat com a mínim fa 400.000 anys arrere aproximadament.
Nota: Anglaterra és l'única de les illes britàniques que posseïx les restes prehistòriques més abundants.
L'assentament més important d'aquest període és Boxgrove que ens procura testimoniatges lítics com atxes, estris per tallar i cosir pell, gravats sobre roca i os, a més d'esquelets humans com l'anomenada Red Lady of Paviland. Entre el material trobat destaca fortament l'anomenat Ocre de Cavall o Ochre Horse en anglès, també conegut com a Robin Hood Cave Horse, datat de 12.000 anys arrere aproximadament.

És d'interès científic la cova de Kent situada a Gal·les amb restes de mandíbules d'Home Sapiens. El territori de les illes britàniques fou ocupat per Homo heidelbergensis, Homo Neandertals i Homo sapiens. Els darrers tenien una forma de vida sedentària i eren farratgers. Les illes estaven unides efectivament al continent europeu pel gel que cobria gairebé tot el nord d'Europa. Això explica l'existència del gènere heldelbergensis. 
Els homo heldelbergensis tenien un crani que mesurava 1.350 cm³, és a dir, molt aplanats en relació amb l'ésser humà actual. Pren el seu nom de les seues primeres troballes a Mauer prop de la ciutat de Heidelberg (Alemanya). La seva distribució és europea, igual que Homo antecessor. Alguns autors utilitzen el terme Homo rhodesiensis (humà de Rhodèsia) per a designar les restes fòssils africanes semblants a Heidelbergensis. La idea és que Homo antecessor s'hauria dividit en dues poblacions, una d'europea que originà Heidelbergensis (espècie mare del neandertal) i una altra d'africana, que va originar el rhodesiensis, que seria l'espècie mare d'Homo sapiens idaltu (l'ésser humà modern antic), de la qual deriva alhora Homo sapiens sapiens, l'ésser humà modern actual. 
Es pot destacar igualment la cova de Bontnewydd que pren el nom gal·lès de Pontnewydd que en llengua originària voldria dir "nou pont". L'assentament constituïx un testimoniatge especialment rellevant atès que s'hi han trobat restes de neandertals. Les illes no estan gaire nodrides de coves amb presència neandertal i per això es podria afirmar que la cova és destacada. És durant el període de desglaciació que apareixen els primers Homo sapiens els quals donen forma als Homo sapiens sapiens actuals. El desgel posà al descobert el Doggerland que és el nom atorgat al tros de terra emergida que unix Anglaterra amb França. Amb el temps Doggerland s'acaba inundant donant peu a un mar costaner que separa les illes britàniques de la resta del continent europeu.

### La domesticació d'animals i medi ambient

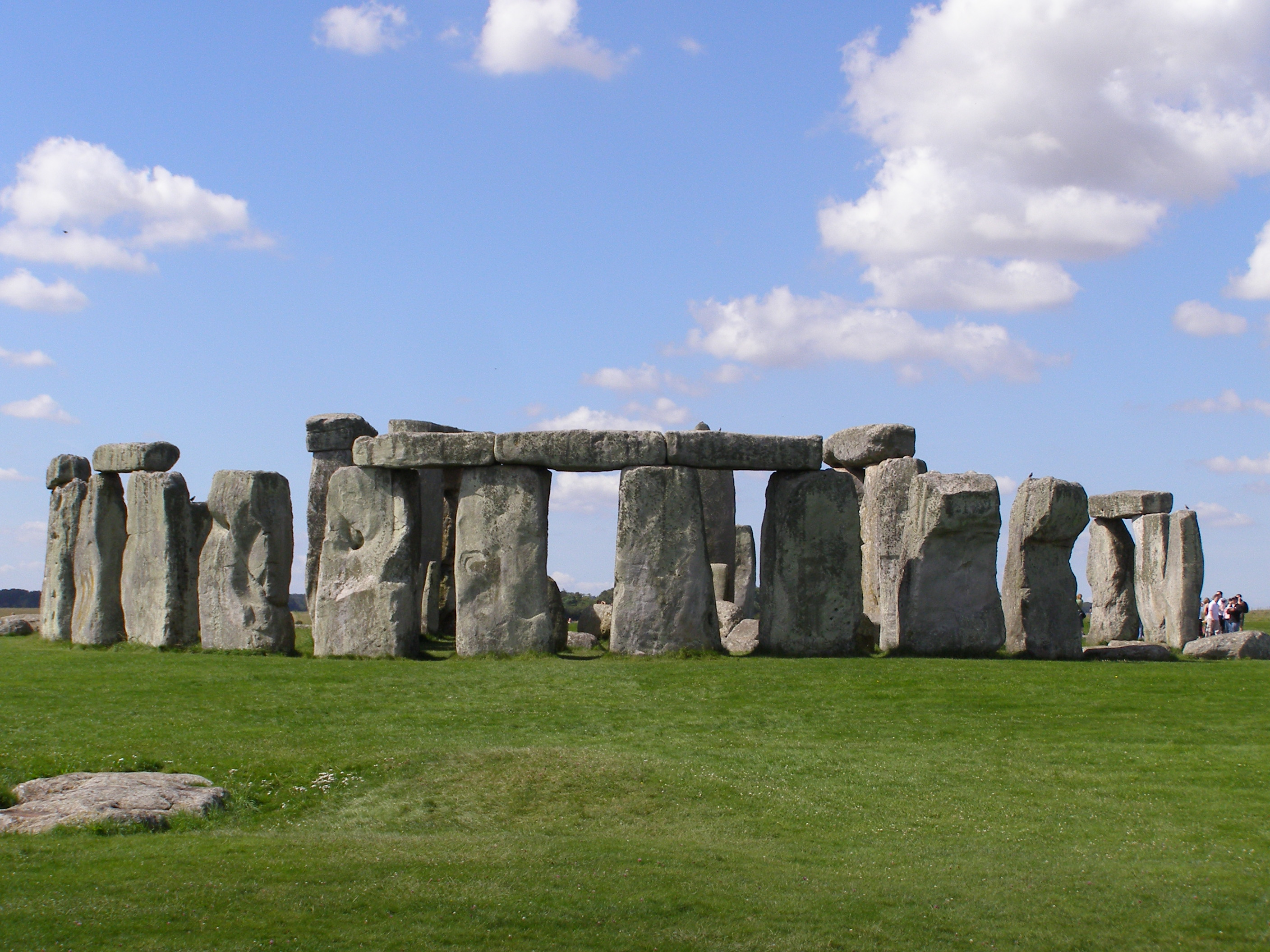
Fotografia presa l'any 2007 al megalític Stonehenge situat a Anglaterra

El Neolític a les illes britàniques ha deixat evidències que els agrupaments humanes procedien de l'Europa continental. Les tècniques de domesticació de les plantes i dels animals són efectivament les mateixes que a la zones properes d'Europa. El porc i les cabres eren el principal animal domesticat i del qual es treia carn per a sobreviure. Les datacions de radiocarboni efectuades a les traces que han quedat proposen una datació de 4000 ane sobre l'establiment del sedentarisme a les illes britàniques.
L'edat de la nova pedra fou revolucionària en termes de tecnologia ja que permeté canviar considerablement el mode de vida, la qual cosa no fou obligatòriament sinònim de progrés. Efectivament, l'agricultura permeté tenir un excedent d'aliment amb el qual s'establiren per primera volta els rols dins la societat. Alhora permeté sedentaritzar l'home. La mortalitat cau en conseqüència però aparïxen malalties pròpies de societats organitzades sedentàriament.
Tot plegat propicià l'aparició de noves creences. És força característica d'aquesta època l'erecció de megalítics. Aquests són elevacions de pedra a mode de santuari per als difunts. Tot i que s'ha especulat força sobre el seu significat no hi ha cap mena d'evidència que ens permete confirmar el seu ús com a mecanisme de seguiment del temps, de la cosmologia, centres de ritualitat màgica, etc.
Les illes britàniques són les qui amb diferència presenten el nombre més important de megalítics a tot Europa. El conjunt més destacat i més conegut arreu del món és el cròmlech de Stonehenge. En aquesta època també destaquen construccions rústiques d'habitacles una mica per tot el nord de la Gran Bretanya. Ceràmica provinent d'Escòcia confirma l'entrada a una nova realitat mercès a l'agricultura i el cúmul d'aliment.

### El desenvolupament de la cultura celta
L'edat dels metalls veu néixer una primera societat de cacic una mica per tot el territori britànic, amb un especial desenvolupament al sud i el centre, entre Gal·les i Anglaterra. És d'aquesta organització en cacic que apareix la primera cultura documentada a les illes. Els grecs, com ara Heròdot, acabaren anomenant-la celta. No sabem amb certesa la procedència dels celtes però durant el ferro europeu aconseguiren implantar-se una mica per tot Europa, des de Suïssa fins a la península ibèrica, i d'aquesta, fins a les illes britàniques.
La celta és una cultura que desenvolupà amb molta destresa els metalls. S'organitzava mitjançant assemblees i malgrat que no fos una cultura urbana, sabia escriure i tenia llengua pròpia. Es pensa que els celtes procedixen d'Àsia Menor. Practicaven diverses llengües que devien de tenir una branca comuna i que la lingüística ha anomenat de celta. Existeixen encara en l'actualitat llengües de procedència celta com ara el bretó o l'escocès.
Les illes britàniques són les úniques que han deixat un llegat important de la cultura celta a nivell lingüístic. Escòcia, Gal·les, Irlanda o l'Illa de Manx parlaven totes una llengua celta i malgrat la imposició de l'anglès per part d'Anglaterra, aquestes seguixen existint, tot i trobar-se en perill d'extinció. Actualment molts topònims són de procedència celta. Els celtes no tenien alfabet propi i moltes voltes utilitzaven l'alfabet d'altres cultures envoltants per a escriure en llengua pròpia. L'anglès posseïx un nombre important de paraules hereves de les llengües celtes.
Els celtes practicaven una religió de tipus cíclica i politeista. La natura n'era l'element principal del qual sorgien mites i llegendes explicatives del tarannà. Un quotidià marcat pel comerç amb la resta d'Europa.

## Període clàssic

### Els britons i la literatura romana
Són moltes les referències als celtes que vivien a les illes britàniques. Els llatins escrigueren empesos per les invasions que portà a terme el general i després emperador Juli Cèsar. És per boca dels llatins que posteriorment s'acabaran coneixent els celtes de les illes britàniques com a britons. Ammià Marcel·lí donà, per contra, nom als celtes d'Irlanda i Escòcia. S'acaben finalment diferenciant celtes britons i celtes escots o gaèlics.
A banda, els texts llatins deixen constància d'uns habitants ferotges i poc difícils de portar. El mateix Tàcit els qualifica de "bàrbars". Així i tot, hui sabem que aquesta era una tàctica o forma de fer pròpiament romana. Juli Cèsar fou el primer qui s'apressà a voler veure en les poblacions celtes europees una amenaça per les seues fronteres en vista d'envair-ne el territori i fer-se amb botins. Cèsar animava a donar la imatge d'un poble guerrer i ferotge el qual calia tenir controlat per tal de protegir les fronteres.
Cèsar també esmenta a les seues cròniques que una dotzena de tribus celtes vivien a les illes britàniques i que, a banda de tenir un coratge gens decebedor, es deixaven governar per una elit que treia el seu suport de druides, practicants, segons Cèsar, d'una religió sanguinària. El fet que Cèsar creués el mar per tal de mirar de conquerir una terra llunyana fou vist en aquella època com un valor afegit, la qual cosa li donà prestigi de cara al poder central romà.

### Les guerres gàl·lies

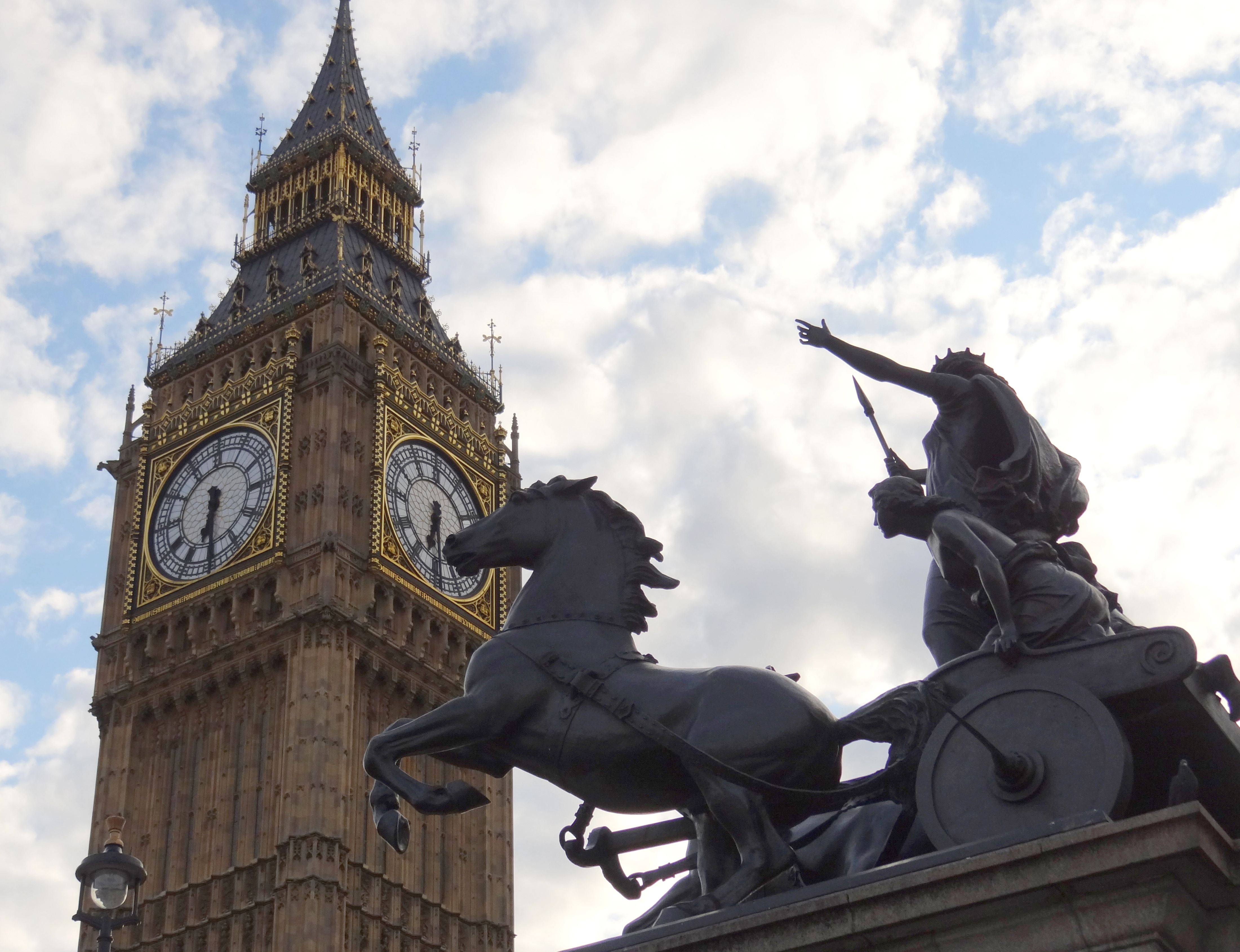
Estàtua a Budicca davant el parlament britànic

La invasió romana de les illes britàniques fou parcial. El poder romà mai aconseguir fer-se totalment amb el territori britànic. El poble celta presentà com a la resta d'Europa una dura resistència que en el cas britànic tingué un èxit parcial. El primer líder esmentat pels neollatins fou Cassivelaune. A la Història del Regne Britànic escrit per Geoffro de Monmouth, s'hi esmenta l'existència d'un guerrer amb aquest nom i que tornem a trobar en altres escrits gal·lesos posteriors.
Les primeres expedicions de Cèsar foren un fracàs. Malgrat que hi destinà dues legions, cap aconseguí fer-se amb el territori. La invasió doncs prendrà forma definitiva després dels fracassos de Cèsar. És l'any 43 que sota Claudi s'aconsegueix penetrar finalment a Anglaterra i Gal·les majorment. Roma mai aconseguí anar més enllà del mur d'Adrià situat a Escòcia. Es tracta d'un vertader mur físic que dividia Escòcia d'Anglaterra i sobre el qual Romà mai aconseguí trepitjar sòl més enllà. En aquesta fita, els texts llatins mencionen nous líders "bàrbars" com ara en Togodumnus, mort per les legions romanes.
La invasió romana, tot i que efectiva, haurà de trobar-se amb revoltes posteriors com la protagonitzada per Budicca. Fou una reina celta que pareix haver liderat una revolta important contra Roma en territori britànic. Tot allò que sabem d'ella, és mercès a Tàcit i Cassi Dió, els quals l'anomenen Boadicea Victoria. El nom fa dubtar actualment els historiadors sobre la seua vertadera identitat atès que Budicca és un nom procedent del celta i originàriament feia referència a una divinitat. En tot cas, la revolta de Budicca ha sigut represa de forma recurrent en historiografia contemporània com a mostra del coratge d'una nació preexistent. Com a mínim, això és el que es pot desprendre dels texts romàntics del segle xix.

### La romanització de la Gran Bretanya
El procés anomenat de romanització popularment fa referència a l'assimilació que patí la població celta sota ocupació romana. Els celtes hagueren d'urbanitzar-se. Roma posà en marxa tot una sèrie d'arsenal per a urbanitzar el territori britó. Infraestructures per portar aigua, teatres, vil·les o sales de bany foren construïdes en territori britó. Les primeres carreteres vingueren acompanyar tot un canvi d'estil de vida propi de l'era romana. La població creixé des de la invasió romana i s'introduí el llatí com a nova fita.
Les religions i llengües anteriors foren forçades a desaparèixer en allò que constituïx la primera política lingüística de la història occidental. Així i tot, les llengües celtes parlades més enllà del mur d'Adrià no desaparegueren. En no poder-hi penetrar, Roma no aconseguí imposar-hi el llatí, el qual esdevingué l'única llengua possible dins la província.
Efectivament el poder romà reorganitzà el territori britó. Anglaterra i Gal·les passaren a formar part de l'imperi com una província més anomenada Britànnia. Sobre aquest nom rau actualment la concepció de Regne Unit. Els britànics són les diferents nacions que viuen sota un únic Estat, unit per la monarquia anglosaxona. Així, es diferencia actualment la Gran Bretanya, com l'illa més gran, del conjunt de les illes britàniques, unides abans de la Primera Guerra Mundial.
La religió celta per la seua banda patí un gran declivi, com de fet la cultura celta, degut a la imposició de la religió romana com a única possible dins l'Estat. Malgrat que inicialment s'autoritzés les religions dites "indígenes", Romà acabà fent de la seua la religió dominant i d'Estat. Aconseguir més prestigi i sortir de la pobresa era sinònim a retre culte a la religió d'Estat, sobre la qual Roma acaba justificant les seues guerres expansionistes.

#### Fora de l'Imperi
La romanització de la Gran Bretanya només tingué lloc a Anglaterra i Gal·les. Escòcia i la resta de les illes britàniques varen continuar desenvolupant-se paral·lelament. Aquest és un fet moltes voltes oblidat. Hom entén que amb Roma s'esborra el període anterior i tot s'esdevé a mans de Roma, sobre-entenent que més enllà de Roma no hi ha res. Ans al contrari, la societat naixent jeràrquica dels celtes escots, desenvolupà la seua pròpia cultura, els seus regnes i mantingué una política de continguda davant les ambicions de Roma de continuar avançant en territori aliè.
El contacte amb Roma exercí influència a les dues fronteres. Allà com ací, escots i romans begueren mútuament. Tot i les evidències, la cultura més enllà del mur d'Adrià no fou urbana, com la romana. Existeixen mostres d'un gran domini dels metalls i de la ceràmica. La vida hi és sedentària i comerciaven ben sovint amb els seus veïns romans, els quals devien apreciar el producció de ceràmica celta vist que s'ha trobat moltes mostres de ceràmica provinent d'Escòcia al sud del Regne Unit.
La convivència no sempre fou pacífica. Es documenta revoltes vingudes des del nord, així com batalles per l'hegemonia a les mateixes terres celtes. Governadors romans com en Gneu Juli Agrícola miraren per la seua banda de fer-se amb Escòcia i Irlanda. Irlanda mai fou adquirida per bé que Roma aconseguí alguns èxits militars a Escòcia.

### La cristianització i caiguda de Roma
La cristianització és probablement l'un dels episodis més coneguts de la història d'Irlanda i, per conseqüent, de la resta de les illes britàniques pel que fa a l'era romana. El territori practicà durant molts segles religions politeistes, siga per l'obligació de Roma, siga perquè era la religió practicada abans de l'ocupant. El cristianisme, cisma jueu, és la segona religió monoteista del món i prengué una embranzida important a l'Europa de l'Imperi Romà, després que aquest volgués prohibir-la.
El missatge pacífic del cristianisme fou interpretat com una amenaça seriosa per part de Roma. Vers el segle VI de la nostra era, l'Imperi es troba en crisi econòmica, social i política. Les baralles internes, la crisi econòmica i les guerres recurrents contra els pobles fronterers del Rhin, empitjoren notablement la seua capacitat per a fer front a un immens territori cada volta menys controlable. L'imperi necessita més contingent per a defensar les fronteres i el cristianisme s'hi nega. Arrel d'això, la persecució és virulenta. És aquesta mateixa la qui ajudà a estendre el cristianisme a tot Europa.
Les illes britàniques seguiren doncs la tendència general. Diversos missioners s'hi aproparen per a cristianitzar les poblacions romanes i, després de la caiguda de Roma, continuaren les seues missions evangelitzadores sobre els pobles germànics, convertits d'aquesta manera a l'arianisme. Irlanda n'acaba traient el seu Sant Patró: Patrici. Vist retrospectivament, el cristianisme no tingué una penetració gaire succeïda a les illes britàniques. Per bé que diversos missioners aconseguiren convertir capes de la població, de forma general, hi hagué una continuïtat en les pràctiques politeistes.

## Edat mitjana

### Les invasions germàniques

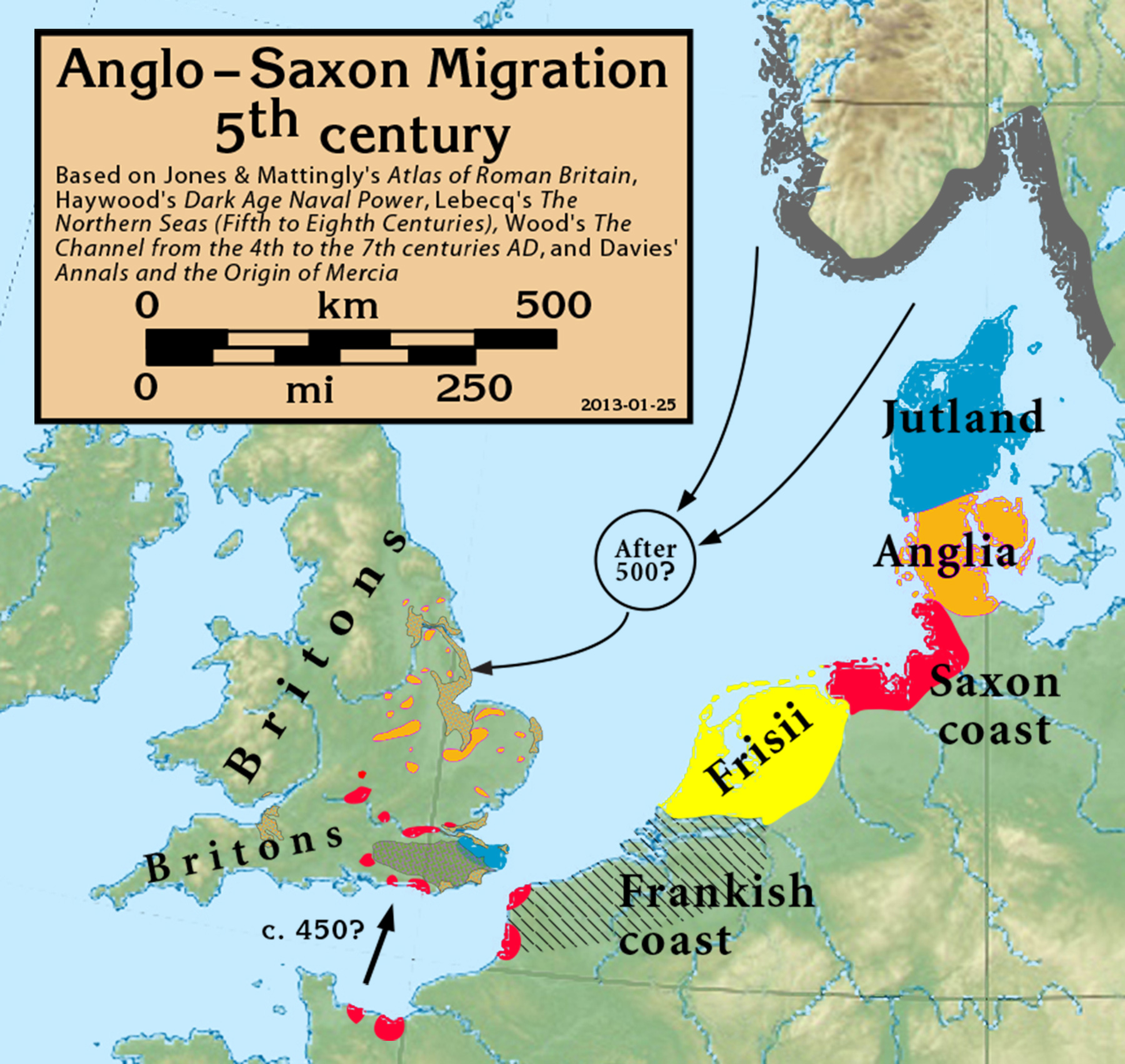
Migracions angles, saxones i juts del.

Aproximadament, de l'any 550 fins a l'any 1000, el Regne Unit és subjecte a un conjunt d'invasions vingudes del territori alemany actual. Es pensa que els canvis de temperatures empenyeren els poblaments de les estepes europees a baixar territori més avall, propiciant un moviment massiu de migracions germàniques a tot Europa. Aquestes són les responsables de fer caure l'Imperi Romà.
Ja força dividit abans la pressió exercida pels germànics, Roma s'acaba fracturant definitivament fins a la seua caiguda l'any 460. Llavors, l'oest europeu veu néixer la construcció de diversos regnes dits "bàrbars" fins a una certa unificació sota l'ègida de l'emperador franc Carlemany, mentre que l'oest es dividix. El nord pateix un destina semblant a l'oest marcat per les poblacions rus mentre que el sud conserva Roma sota altres apel·lacions que volen, això no obstant, ressuscitar l'antiga Roma.
Dues vagues migratòries són les responsables de canviar el paradigma europeu. Al Regne Unit, i segons que ens va deixar escrits el monjo benedictí Beda el Venerable, s'hi instal·laren tres grups de tribus germàniques a les quals designà un nom:
- Els angles, que potser provenien d'Angeln (a la moderna Alemanya); Segons Beda, tota la població es traslladà a la Gran Bretanya. El nom d'Anglaterra (England) s'originà d'aquesta tribu
- Els saxons, de la Baixa Saxònia (a Alemanya) i els Països Baixos
- Els juts, possiblement de la península de Jutlàndia, a l'actual Dinamarca

Aquests nouvinguts tenien cultura pròpia, tot i haver-se convertit a l'arianisme. L'aculturació conseqüent porta a un procés de canvi de llengües. Les antigues llengües celtes ja són pràcticament història mentre que els saxons imposen progressivament l'anglès sobre qualsevol altre tipus de varietat lingüística i cultural. L'hegemonia angla és la que porta amb el temps al desenvolupament d'una identitat cultura dita anglosaxona a totes les illes britàniques per bé que els antics gaèlics poden haver-s'hi resistit i per això tant l'escoès com l'irlandès seguixen parlant-se en l'actualitat.
Sota mites i altres fets versemblants, la llengenda del rei Artús és una evidència que l'ocupació dels germans de Britànnia no fou una qüestió simple. Els detalls de les gestes d'Artús provenen principalment del folklore i la invenció literària; els historiadors moderns debaten la seva existència històrica, tot i que no qüestionen la resistència al nou ocupant. La llegenda ha esdevingut part de la literatura universal europea i és actualment argument recurrent per a pel·lícules, sèries de televisió i fins i tot novel·les i dibuixos animats. En ultra, forma part de l'anomenada cultura global o imaginari col·lectiu incorporat a Occident i a la resta del món mercès al predomini del món anglosaxó dius el context de la introducció de la Globalització de finals de segle xx.

#### La cristianització irlandesa
És durant les invasions irlandeses que el cristianisme penetra de forma ràpida per tota l'illa d'Irlanda. L'actual país, rep la influència de missioners com ara Finnià de Clonard o Cirià de Clonmacnoise que funden els primers monestirs i els principis de vida monàstica cristiana. A partir d'aquests assentaments, els missioners construïxen una xarxa ben organitzada de monestirs que conformen una gran jerarquia i que mitjançant aquest aparell convertix la població al cristianisme.
La vida monàstica esdevé una font important per a la creació cultural de l'època. Monestirs i abadies són les responsables de construir esglésies seculars, de demanar-ne la decoració interior i de redactar els primers manuscrits. Irlanda és el país que conserva la font més important i valuosa de manuscrits medievals. Els centres de còpia dels clàssics es multipliquen un xic a tot Europa, principalment mercès a l'emperador Carlemany amb el qual el continent viu un nou naixement cultural.
Europa patix amb les ocupacions germàniques un retrocés cultural i són precisament els monestirs els responsables d'importar mitjançant l'al-Àndalus les còpies dels clàssics grecs que provenen del Llevant. La comunitat cristiana irlandesa esdevé una gran organització que condicionà fins i tot alguns esdeveniments polítics de l'illa. La seua riquesa i el control que posseïxen sobre el saber en feren una Institució cabdal a les illes britàniques.

#### El període dels set regnes

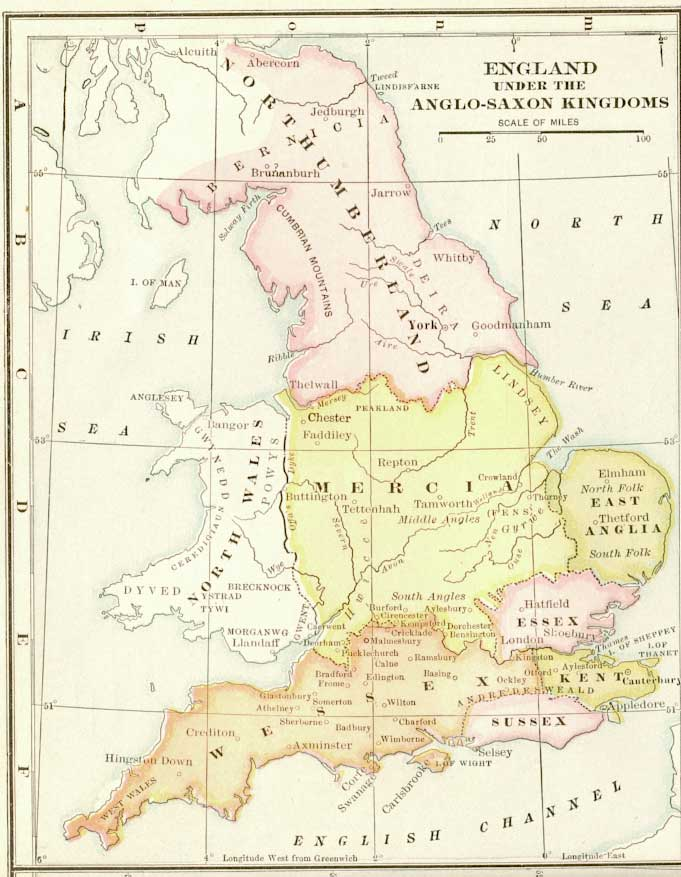
Els set regnes anglosaxons

De les cendres de les invasions, les tribus anglosaxones s'organitzen progressivament en forma de set Estats, feus autònoms amb un cap de guerra i de la comunitat, responsable dels primers regnes de la Gran Bretanya. Són set cases reials de les quals tenim coneixements en part mercès a la Crònica anglosaxona redactada durant el regne d'Alfred el Gran o mercès a altres escrits com el de Beda el Venerable. Posteriorment, aquest període s'acaba coneixent com a Heptarquia angloxasona després de la influència que exercí la Història dels Anglesos escrits per Enric Huntingdon.
En llistem tot seguit els regnes:
- Essex o regne dels Saxons de l'Est
- l'Est-Ànglia o regne dels Angles de l'Est
- Kent
- la Mercia
- Northumbria
- Sussex o regne dels Saxons del Sud
- Wessex o regne dels Saxons de l'Oest

La convivència d'aquests set regnes és de guerra constant. La lluita per l'hegemonia construïx i desfà pactes, aliances, els quals deriven en regnes i nous feus, més o menys autònoms. Aquesta guerra recurrent fou font d'inspiració per als primers relats èpics medievals anglosaxons. Boewulf, per exemple, és considerat el primer poema èpic escrit en llengua anglesa i datat precisament d'aquesta època.
De les absorcions per guerra o matrimoni, ens en deixa constància la Crònica anglosaxona, de la qual s'extrau precisament el terme bretwalda. Els anals deixen constància que una sèrie de cases reials no molt nombroses aconseguiren regnar de forma temporària pràcticament tota la Gran Bretanya. L'autor de les cròniques les anomena bretwalda. El terme és posterior a la realitat que s'hi descriu, la qual cosa és subratllada pels historiadors actuals. Tot comparant els anals amb els escrits de Beda el Venerable, s'hi constata àmpliament, d'entrada, un nombre irregulars de regnes, de vuit a set, a més d'omissions als regnes de Mercia. Això indicaria, segons la historiografia actuals, que les cròniques ja foren escrites en aquella època amb intencions ideològiques al seu darrera, com ara la voluntat d'un sobirà d'un regne de fer-se amb les possessions d'un altre. Tot això permet posar de manifest el caire poc estable i guerrer del període d'Heptarquia.
El mot bretwalda és entès pels historiadors com un "títol" mitjançant el qual els sobirans d'Anglaterra miraren amb eficàcia de construir un únic Estat que unís sota una única monarquia anglosaxona la resta de regnes heptarquis. Seria la base sobre la qual el poder anglès hauria volgut bastir una legitimitat per a construir una monarquia "anglesa". L'historiador Frank Steton (1880-1967) declara, sobre aquest aspecte, que la "imprecisió" d'allò escrit per Beda Venerable ha portat a "pervertir"-ne el text i, d'aquest, s'hi veié la fundació d'una única monarquia anglesa. Segons l'historiador, més que procurar explicitar l'existència d'una "unitat anglosaxona", l'autor volgué provar l'existència d'una procedència única germànica.

Vers el final del segle xx, nous historiadors, com ara Steven Faning, tornen a posar en dubte les pararules de Frank Steton. En tot cas, sembla que és debat força recurrent i de forma comuna s'entén que l'ús de bretwalda com a instrument per a legitimar l'existència d'una única monarquia anglosaxona, és una construcció artificial volguda, a voltes, pel nacionalisme; oimés, per la monarquia anglesa mateixa.

#### La missió gregoriana
L'esdeveniment pel qual els set o vuit regnes de la Gran Bretanya es convertixen al cristianisme és d'allò més important perquè connecta el continent europeu amb les illes i al mateix temps aporta algunes llums sobre les relacions que els francs mantingueren amb els anglosaxons. El rei Etelbert I de Kent fou qui obrí les primeres relacions amb la monarquia franca. Casà la seua filla amb un pretendent franc, la qual cosa connectà les dues corones, així com l'Església vaticana amb la comunitat cristiana anglosaxona.
Semblaria ser que la unió es produí després que el papa Greogori I els animés a posar en pràctica la concepció de cristiandat. Efectivament a l'Edat Mitjana la religió cristiana pren un lloc que abans d'això mai havia tingut. Esdevé religió d'Estat mercès a la caiguda de Roma, es propagada fàcilment mercès als missioners i finalment, les ambicions territorials franques, l'expandixen fins a esdevenir religió d'Estat. El cisma de l'any 1053 fa constatar aleshores que el cristianisme ja no és qüestió espiritual, sinó política. El catolicisme posseïx el seu propi Estat, amb capital a Roma, la resta són corrents cismàtics.
La monarquia franca pretengué efectivament fer-se amb el territori que altres de les tribus germàniques anaren conquerint fins a bastir els seus propis regnes. Tot tenint en consideració que les ocupacions germàniques es feren sobre un sòl amb unes religions ja anteriors, sobretot les elits que practicaven el cristianisme, era necessari tenir un cert suport popular, sobre el qual assentar les polítiques expansionistes.
Sobre la base de retòriques religioses, els francs absorbixen pràcticament tot Europa. Sobre aquesta mateixa retòrica els historiadors britànics pensen que hi hagué unió entre el regne de Kent amb els francs. El fet que el papat incentivés la unió per tenir sota un mateix territori a tot de cristians, fa pensar que hi havia una vertadera política d'expansió catòlica duta a terme per Roma. El mateix monarca, abans practicant de l'arianisme, es convertí al cristianisme anys abans del casament de la seua filla amb la monarquia merovíngia dels francs. Després d'això, menà una política virulent contra tota mostra de divergència religiosa. Si alguns dels regnes veïns eren arians, no trigaren doncs a convertir-se.
A banda, com a la resta de regnes germànics europeus, el monarca de Kent implantà el seu propi codi de Lleis que constituïx en l'actualitat el primer i únic codi legislatiu escrit en llengua germànica de què tinguem constància. Es tracta d'una primera iniciativa per a construir un cos legislatiu que s'aplique per a tothom de la mateixa manera. S'ha arribat a comparar a la Lex Salica romana però en aquella època els escrits garantixen que s'havia redactat com a emulació de les Lleis de Roma. Sent així, tindríem un intent de posar a la pràctica un Estat centralitzat o, si més no, d'intentar emular algunes de les pràctiques d'aparell d'Estat pròpies de Roma.

### Les colonitzacions vikingues

#### Ràtzies i invasions
Entre el 793 i el 1066 el centre-oest del continent es veu afectat per les ràtzies i expedicions d'uns nouvinguts que procedien de Dinamarca, Suècia i Noruega, aleshores coneguts sota un únic apel·latiu viking o normand. Els vikings s'empararen de Gal·les i Anglaterra, viatjaren fins al mediterrani però miraren sobretot de fer-se amb França i les illes britàniques. Sabem que algun vaixell normand acabà creuant tot l'oceà pacífic fins a arribar a Amèrica del Nord (Vinland), tot i que en aquesta època ningú en tingués constància.
Les seues colonitzacions es feren sentir a les illes Feore, a Grenlàndia, Islàndia, França, Anglaterra, Escòcia i el País de Gal·les. Entre les causes que haurien provocat el fenomen viking, hi trobem el traumatisme de les massacres que Carlemany provocà per tal d'imposar el cristianisme sobre la memòria dels pagans i, sobretot, dels escandinaus. Els mots del professor Rudolf Simek confirmarien la pertinència d'aquest argument: "una de les causes del sorgiment de l'era vikinga pot haver estat la progressió del cristianisme […] no és un atzar que el començament de l'activitat vikinga es produís sota el regnat de Carlemany […] l'amenaça militar franca, la submissió dels frisons i dels saxons a la frontera de Dinamarca hauria provocat un canvi sobtat de l'actitud dels escandinaus".
Si inicialment l'entrada dels vikings a les illes britàniques fou més aviat en forma de ràtzia i amb voluntat de fer-se amb botins, aviat els atacs per sorpresa es transformaren en una vertadera voluntat d'annexió del territori saxó. Vers el 874 una armada danesa penetra sòl britànic amb la voluntat d'establir-s'hi definitivament. Mercia fou el primer regne absorbit i aviat els vaixells vikings s'adreçaren al regne de Wessex. Escòcia fou de forma recurrent la primera terra visible i penetrable per a les expedicions. En aquest episodi, destacà especialment Alfred dit el Gran, rei de Wessex, qui oposà una ferotge resistència a l'invasor. És el primer rei anglès que mira de posar a la pràctica la unió de totes les illes britàniques. Per això, després de la invasió, el rei decidix reorganitzar el regne i reforçar la marina.
La invasió normanda a Irlanda pareix que procedia de Noruega. A Irlanda no hi hagué una organització clara i definida contra l'ocupant malgrat que aquest també hi deixà el rastre de dures i durables ràtzies. Els monestirs són majoritàriament els qui detallen cadascuna de les expedicions vikingues en territori irlandès. Si en el cas anglès, cal destacar la figura d'Alfred el Gran, en l'irlandès, cal posar èmfasi en l'Uí Neíll, una família dinàstica que aleshores ostentava un poder polític fort a Irlanda. Fou la responsable de fer fora l'ocupant.

#### L'auge danès

Domini de Canut el Gran

Amb el temps, els saxons hagueren d'habituar-se a les penetracions recurrents dels vaixells vikings, aleshores vists com a llargs dracs que pretenien envair el territori. Efectivament les illes britàniques veieren establir-s'hi una sèrie de regnes més o menys descendents de les incursions vikingues. A Irlanda mateix una segona onada porta a l'establiment de regnes més o menys estables de descendents de vikings provinents d'Anglaterra. Sota el rei viking Canut, tota la Gran Bretanya veu la seua unificació, no definitiva. Dos regnes majors es disputen llavors l'hegemonia, entre hereus dels saxons i hereus vikings.
- Wessex, en mans d'Ecbergt, descendent d'Alfred el Gran
- Mercia, unificada a la resta de regnes anglesos

Paral·lelament, s'hi veié la construcció efímera del regne de Guthrum, alhora que es desenvoluparen al nord i a l'oest altres realitats,
- Northumbia, al nord, Escòcia
- Gal·les o País de Gal·les, a l'oest

Canut unifica la Gran Bretanya amb la resta de territoris conquerits a Dinamarca i Noruega. És l'anomenat Danelaw i l'era de l'auge danès. Malgrat la descomposició posterior a Canut, els estats naixents tingueren una forta empremta vikinga. Inicialment es presentaren una sèrie d'Estats electius dominats per una elit guerrera de descendència danesa. Els membres més notables, feien seure's al voltant d'un consell, dit witenagemot, governants sobre un ampli territori feudal.
És sobre aquests Estats que es desenvolupa el feudalisme a les illes britàniques. Els "shires" eren cedits a mans d'uns comtes els quals admetien un superior jeràrquic i així successivament fins a crear un cos jeràrquic propi de l'Edat Mitjana. Malgrat la gran autonomia i l'existència de població alliberada, els reis seguixen mantenint la legitimitat de l'impost militar i de l'host.
Les restes arqueològiques testimonien d'uns regnes pròspers mercès al comerç que practicaren amb la resta del continent europeu, a pesar que no hi ha presència pronuncia d'urbanisme i la població segueix vivint majorment de l'agricultura amb un estil de vida no gaire diferent a l'anterior. Paral·lelament, mercès a l'acció missionària irlandesa i, alhora, mercès a l'empenta de l'Església catòlica, la cultura vikinga es convertix i els regnes que queden dempeus a les illes britàniques veuen un segon període d'esplendor cristià.
El llatí se seguix cultivant, empès per l'Església catòlica, però, en suma, l'anglès avança progressivament sobre la resta de la diversitat lingüística existent. La crisi pagana danesa se supera amb certa facilitat i la introducció del cristianisme ajudà a reforçar aquest nou inici d'esdeveniments.

### L'expansió anglosaxona
Després de les penetracions vikingues i el seu llegat, Anglaterra veu el seu primer apogeu mercès a una política d'expansió que la porta a disputar-se les possessions vikingues de França amb les dinasties franceses dels capets. D'aquesta disputa neix una rivalitat permanent que s'allarga a la resta de dinasties franceses.
Escòcia és l'únic territori que quedà durablement al marge de l'expansió anglesa. El poder anglès no aconseguí penetrar durant la resta de l'Edat Mitjana territori escocès per bé que aconseguí fer-se amb l'illa irlandesa i el País de Gal·les. La rivalitat constant entre francesos i anglesos pot explicar en part aquesta situació. Anglaterra, però, aconseguix amb el temps fer-se amb Escòcia, la qual perdura dins el desig d'unió anglosaxona fins als nostres dies.

#### La unificació amb Irlanda i Gal·les

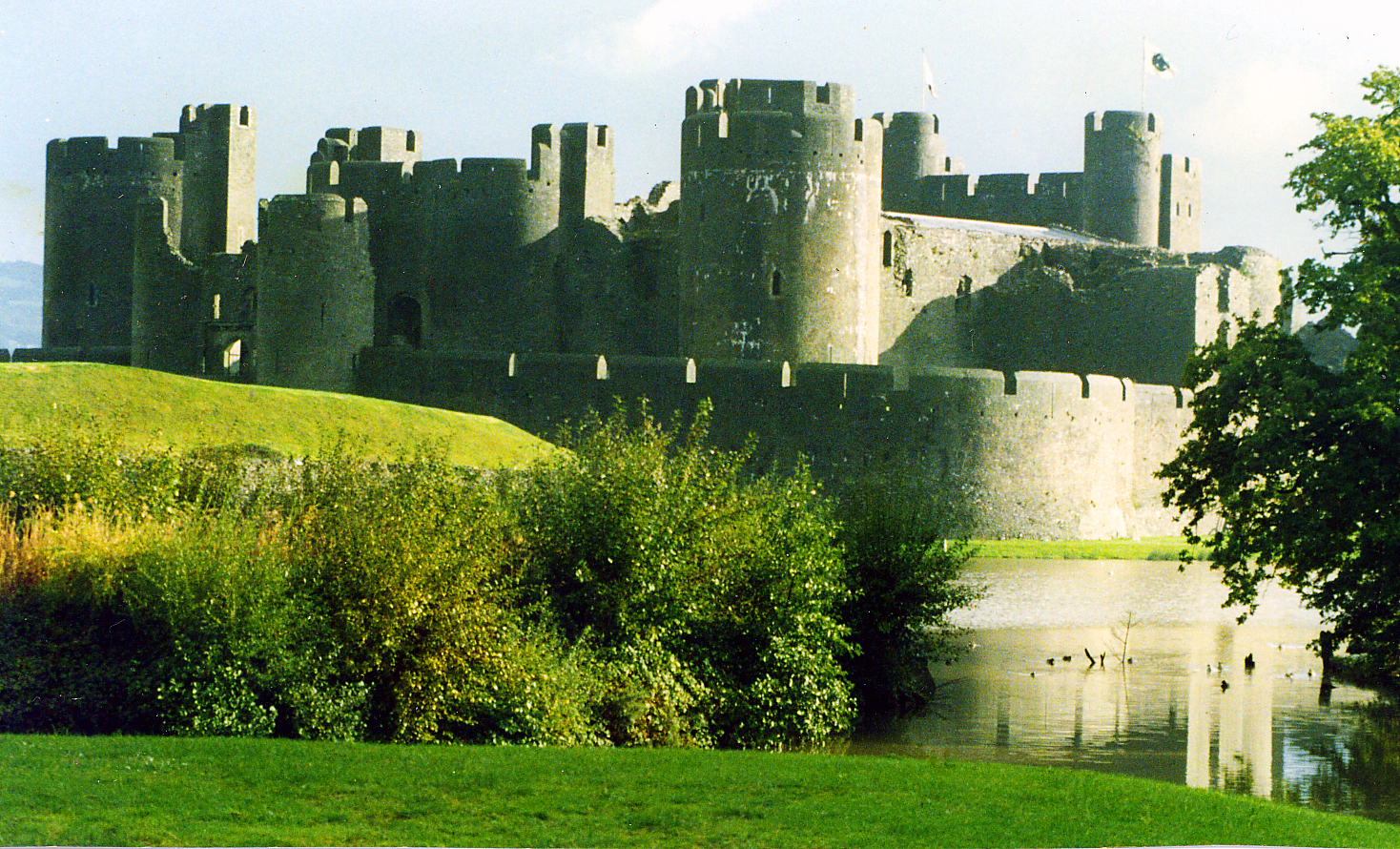
Castell de Caerphilly a Gal·les

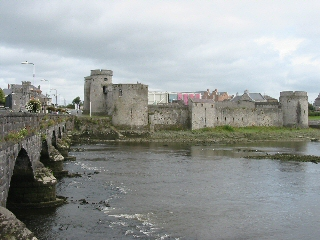
Castell de Joan a Limerick, Irlanda

El Gal·les medieval no era una entitat unida sinó que estava sota el control de diversos principats nadius. Després de l'última invasió dels normands, els invasors van començar a penetrar els territoris gal·lesos i a dominar la seva regió oriental. Com a resultat, les diverses faccions gal·leses es van a unificar, encapçalats per diversos líders, com Llywelyn el Gran.
El 1282 el rei Eduard I d'Anglaterra va conquerir finalment l'última principalitat de Gal·les del nord i l'oest. L'Estatut de Rhuddlan va formalitzar el govern d'Eduard sobre terres gal·leses dos anys després. Per apaivagar als gal·lesos, el fill d'Eduard, que havia nascut a Gal·les va rebre el títol de Príncep de Gal·les el 7 de febrer, 1301, convertint el país en un principat semi-independent que es va conservar oficialment fins al 1536. La tradició del títol ha continuat fins als nostres dies; l'hereu de la corona britànica és el Príncep o la Princesa de Gal·les. Les lleis de l'Acta de Gal·les de 1535 van annexar el país al sistema legal d'Anglaterra i va fer de l'anglès l'única llengua d'ús oficial, la qual cosa va excloure a la major part dels gal·lesos nadius de les funcions públiques. No obstant a partir de llavors Gal·les seria representada en el Parlament al Palau de Westminster.
La conquesta d'Irlanda va començar el 1169 sota Enric II d'Anglaterra. Al començament, no seria una conquesta estrictament anglesa, atès que va ser promoguda per un petit grup d'invasors normands que no van actuar en representació de la corona anglesa. Un baró normand de Gal·les, Richard de Clare es va aliar amb el rei irlandès exiliat, Diarmuid MacMorrough i hi va donar suport per recuperar el seu regne de Leinster. Els normands van aconseguir més territori a Irlanda i van capturar Dublín el 1170. L'èxit de Richard de Clare va alarmar Enric II, preocupat del seu creixent poder. Enric, llavors, va envair Irlanda el 1171. Dublín i les àrees que l'envoltaven van passar al seu control.
El 1541 el Parlament irlandès va canviar l'estatus d'Irlanda a "regne", amb Enric VIII d'Anglaterra com a monarca. Durant la resta del segle xvi, els monarques anglesos van expandir llur control sobre Irlanda; al començament només controlaven Dublín i les regions que l'envoltaven, el 1603 ja controlaven tota l'illa. Aquesta reconquesta va ser acompanyada d'actes violents que van culminar amb les Rebel·lions de Desmond i la Guerra dels Nou Anys. Durant el segle xvi es van realitzar les plantacions angleses a Irlanda, per tal d'estendre la influència anglesa confiscant les terres dels irlandesos i "plantant" colònies angleses.

#### La crisi successòria normanda
L'empremta vikinga cal dibuixar-la més enllà de les fronteres britàniques. Les ràtzies vikingues penetraren igualment sòl francès. Tota la regió francesa actual de Normandia fou conquerida pels vikings, tot i la resistència de la dinastia francesa dels Capet. França veié durant les ràtzies vikingues una crisi interna propiciada per la mort de Carlemany, la qual cosa portà al poder una nova i molt ambiciosa dinastia al poder: els Capet.
En aquest context, el 5 de gener de 1066, mor Eduard el Confessor, deixant vacant el tron del regne d'Anglaterra. En absència de successor clar i designat, tres pretendents al tron s'afronten, amb conseqüències que van més enllà de les fronteres angleses. Harold Godwinson, comte d'East-Anglie, de Wessex i d'Hereford, pretén fer-se amb el tron, no sense la mateixa pretensió per part del rei de Noruega, Harald el Sever i, alhora del duc de Normandia, Guillem el Bastard, d'origen normand.
La guerra és vençuda finalment per aquest darrer qui marca els esdeveniments posteriors a França per la filiació entre la dinastia francesa dels Capet amb la dinastia anglesa dels Plantagenets. La crisi successòria és àmpliament recordada per un tapís que és objecte d'estudi al camp de les humanitats i de les arts. El famós Tapís de Bayeux pretén ser una mostra iconogràfica, probablement de les primeres polítiques, de la victòria de Guillem sobre els seus rivals a Hastings.

#### Primera Guerra dels Cent Anys
Entre el 1159 i 1259, dintre de les polítiques expansionistes dels dos protagonistes, cent anys de guerra entre França i Anglaterra fan vessar sang al continent europeu. Anglaterra, dins la seua política d'expansió, pretén fer-se amb la Guiana continental francesa, a la pràctica prou autònoma. França, dins la seua política d'expansió, pretén fer-se amb tot el sud de la França actual, tot estimant que eixes són les seues fronteres, les heretades de Carlemany però que la crisi successòria merovíngia i les ràtzies i conquestes vikingues han desdibuixat. Així, Anglaterra com França, decidixen rivalitzar per un territori que ambdues parts consideren seu.
- L'anglesa posseïx el ducat de Normandia en virtut de la victòria a Hastings l'any 1066. Alhora, el rei francès ha decidit divorciar-se de la seua esposa perquè no li procura descendent. L'esposa, precisament, és propietària d'Aquitània i, aleshores, es casa amb el rei anglès, el qual veu doncs de manera natural poder posseir el territori tolosí.

- La francesa, per contra, considera que de forma factual el comtat tolosí és vassall de la corona de França, malgrat que l'episodi normand i les baralles internes que canviaren la dinastia dels merovingis feren d'aquest territori com la resta del territori antigament carolingi prou autònom com per a autogestionar-se i assumir-se.

El conflicte veu com l'esposa del rei anglès li disputa a partir del 1177 les seues possessions, tot procurant que els seus propis fills rivalitzen contra el seu pare. La guerra se suma a una altra guerra menys duradora però que s'inscriu dins les ambicions de la corona capet. El papat decidix efectivament revoltar-se contra el catarisme que a parè seu és una heretgia. Pretén, sobretot, restaurar l'autoritat al sud de França, allà on s'hi contesta fortament el catolicisme per les possessions indegudes i l'actitud luxosa de Roma. França aprofita l'ocasió i es disputa el Migdia Pirineus contra la Corona d'Aragó-Catalunya.
La guerra és una victòria per part francesa tot i que no definitiva. Alhora se suma a les croades que el papat decidix emprendre a Jerusalem. Vestides de religiositat, les croades contra el món musulmà, que es portaren a terme entre el 1095 i 1276, submergiren el poder anglès en una Primera Guerra de Cent Anys de doble fila. La primera, a Europa, des d'on el rei anglès es disputava l'oest francès contra els Capet. La segona, al Llevant, des d'on el rei anglès es disputava la implantació d'Estats croats junt i en contra de França.
Diversos regnes europeus decidixen contribuir en aquesta crida papal i a Jerusalem s'hi veurà el desplegament de tropes suïsses, flamenques, angleses, etc. França aprofità l'ocasió per desestabilitzar el tron anglès en territori propi i aliè. Fora i dins, des de Jerusalem a Europa.

#### Segona Guerra dels Cent Anys
Entre el 1337 i el 1453, el tron anglès i francès, després d'una primera guerra, tornaren a trobar motius per a fer vessar sang en una segona guerra, aquesta vegada de més de cent anys, la qual deixà els dos regnes i el centre del continent europeu exhausts. Una llarga crisi econòmica seguí a aquest període en detriment del protagonisme abans ostentant que es traslladà a Portugal i la península ibèrica des d'on s'iniciaren les expedicions al continent americà i africà.
A principis de segle, tres eixos afavorixen les tensions:
- la gran depressió medieval, teoritzada per Guy Bois
- els constants afrontaments entre Plantagenets i Capets sobre les possessions de la primera guerra
- els conflictes dinàstics de la corona Francesa després de la mort de Carles IV

Anglaterra reivindica el tron de França a la mort de Carles IV. Una filiació familiar amb la corona francesa li permet pretextar que té legitimitat per a ostentar el tro. A França, dues branques familiars es disputen llavors la legitimitat de poder substituir el difunt. Les dues branques s'avenen i sobre fons anglès, comença una guerra civil a França, paral·lela i conjunta a l'anglesa.
Aquesta guerra coneix diverses fases. Anglaterra aconseguix les primeres victòries abans que la nova dinastia francesa, la dels Valois, emprengui el camí perdut. La Guerra civil entre partidaris del nou monarca francès explica l'avançament inicial per part anglesa. Així i tot, França dibuixà una victòria flagrant l'any 1429 mercès a l'aparició de la figura de Joana d'Arc qui, per bé que aconseguí desfer-se dels anglesos, caigué en mans seues i fou cremada com a forma de venjança per la pèrdua de la batalla.
La guerra tingué conseqüències per als Estats fronterers amb França. Des d'un punt de vista demogràfic, les batalles no feren moltes víctimes, llevat de la pròpia noblesa, però els pillatges tingueren conseqüències nefastes per a la població civil. Des d'un punt de vista militar, la guerra marcà una ruptura amb el declivi de la cavalleria en profit de la infanteria i l'aparició de l'artilleria.
Després de la guerra, una llarga crisi s'abat sobre França i Anglaterra amb conseqüències col·laterals per als Estats fronterers. Políticament i religiosament, els dos regnes contribuïxen a estendre una llarga crisi que provocà conseqüències majors per a regnes com el Sacre Imperi Romà. França perd la preponderància d'antuvi així com l'Església catòlica que es veure futurament qüestionades. El centre de gravetat es trasllada progressivament de la península ibèrica al Sacre Imperi Romà el qual rivalitza d'ençà contra França. La rivalitat entre el regne francès i anglès esdevé llavors més que una simple disputa dinàstica, una vertadera batalla que avui encara perdura.

### Guerra de les Dues Roses
L'any 1455 dues branques de la dinastia dels Plantagenet, la casa de Lancaster i la Casa de York, es disputen la legitimitat del tron en una nova guerra, aquesta vegada civil, que sacsejà Anglaterra. Els participants a la guerra eren majoritàriament l'aristocràcia terratinent i els exèrcits dels senyors feudals. El suport per les dues cases era condicionat per factors dinàstics, com matrimonis entre la noblesa o la concessió de títols feudals, i les lleialtats de molts dels participants van canviar durant els diferents enfrontaments. Per aquest motiu resulta complicat de fer un seguiment de les aliances i els equilibris de poder durant el conflicte.
La Guerra va acabar amb l'extinció de la línia dels Plantagenet i va debilitar molt a la noblesa. Aquest període de guerra civil va marcar el declivi de la influència anglesa al continent europeu, el debilitament del poder feudal dels nobles i l'increment del poder dels comerciants i la centralització del poder monàrquic sota la nova dinastia dels Tudor. La fi de la guerra és considerada pels historiadors com la fi de l'edat mitjana anglesa i l'inici del renaixement.

#### La Carta Magna
L'accés dels Plantagenet al tron anglès és sinònim de canvis en la tria de decisions per part de la monarquia anglesa. La dinastia propugna un règim del tot vertical en què el monarca és l'única en poder prendre decisions sense considerar les opinions de la classe nobiliària.
Les guerres entretingudes contra França i el Llevant porten la monarquia anglesa a augmentar la pressió fiscal sobre les classes benestants. L'augment d'imposts de forma quasi arbitrària per l'establiment d'una monarquia absolutista avant la lettre es troba en les causes de la redacció de la Carta Magna. Els nobles no accepten rebre decisions del monarca sense haver-hi dit res abans i, per això, les noves maneres de fer dels Plantagenet provocaren una curta guerra civil l'any 1215 durant el tron de Joan sense Terra.
Excedits per l'autoritarisme, les pèrdues militars, la crisi econòmica consegüent, etc., els nobles exigeixen un retorn a l'ordre antic, és a dir, a la tradició de les eleccions per mitjà de parlament estamental i el reconeixement d'unes franquícies eclesiàstiques, tot i l'oposició del monarca. Després de breus episodis violents, s'acaba aprovant la Carta Magna, una primera Constitució en què s'estableix, a banda del règim tributari, el retorn a una monarquia de caràcter electiu mitjançant la presa de decisions en el si d'un parlament estamental.
La Guerra de les Dues Roses fa caure la Carta Magna en desús. Per bé que aquesta continua vigent, la guerra civil que confronta York contra Lancaster, fa oblidar, si més no temporalment, les disputes sorgides arran de les pràctiques absolutistes de Joan Sense Terra. En l'actualitat el Regne Unit no posseeix cap Constitució escrita i la Carta Magna d'aleshores constitueix una de les diverses lleis que conjuntament formen un cos legislatiu equiparable a una Constitució.

## Alta Edat Moderna

### Unió de les Corones
Escòcia havia estat un regne independent que havia resistit el domini anglès. Atès el seu clima, era una regió més pobre que el seu veí del sud, però, amb l'Aliança Auld amb França, Anglaterra es veia amenaçada amb la necessitat de separar Escòcia de la França catòlica.
La Reforma Escocesa va ser un enfrontament entre la religió antiga (el catolicisme) i la nova (el calvinisme). La regna catòlica d'Escòcia, Maria I, va ser forçada a abdicar i va fugir a Anglaterra, deixant el seu fill Jaume VI sota la cura de tutors protestants. Per causa del controvertible matrimoni d'Enric VIII d'Anglaterra amb Anna Bolena, els catòlics anglesos consideraven Maria una hereu més legitima del tron anglès que la seva cosina protestant Elisabet I d'Anglaterra. El besavi de Maria era l'avi d'Elisabet, Enric VII d'Anglaterra per una aliança matrimonial anterior entre Anglaterra i Escòcia. Elisabet va arrestar Maria finalment entre els remors d'una conspiració per prendre el tron, i la va executar per traïció.

### Els Stuart
Jaume VI va succeir Elisabet I com a Jaume I d'Anglaterra el 1603. Els Stuart ara es convertien en la família reial de "Gran Bretanya", monarques d'Anglaterra i Escòcia, encara que els dos reialmes conservarien els seus propis parlaments. La pujada al tron de Jaume és considerada el començament de la Unió de les Corones. Durant els següents 100 anys, les diferències religioses i polítiques van continuar dividint els regnes i la corona comú no va impedir les disputes i fins i tot les guerres entre les dues nacions.
Jaume va intentar combinar el regne d'Escòcia, el regne d'Irlanda i el regne d'Anglaterra en un únic estat britànic centralitzat, sota un monarca amb Dret diví dels reis, i el deure del Parlament i els seus súbdits havia de ser obeir.
El fill de Jaume, Carles I d'Anglaterra el 1625, creient en la doctrina del dret diví dels reis va entrar en conflicte directe en la lluita per la supremacia amb el parlament. Les Guerres dels Tres Regnes van confrontar als tres regnes de les illes britàniques per motius religiosos i en el context de la reforma protestant de Martí Luter. A Escòcia van esclatar en 1639 les Guerres episcopals entre Carles, que donava suport al sistema episcopal de govern per l'Església d'Escòcia i el desig de bona part de la noblesa escocesa de seguir un sistema presbiterià de govern fins que els escocesos van evacuar el nord d'Anglaterra després del Tractat de Londres l'agost de 1641, pel què Carles acceptava les decisions preses per l'Assemblea General de 1638 i pel Parlament escocès el 1641. Irlanda es va revoltar en 1641 i la major part de l'illa va quedar controlada pels confederats irlandesos.
La crisi va culminar amb l'esclat de la Guerra Civil anglesa en 1642, i l'execució de Carles el 30 de gener de 1649
El Parlament Romanent (Rump Parliament) fou el Parlament anglès després que el coronel Thomas Pride ordenés als seus soldats el 6 de desembre de 1648, que purguessin els membres del Parlament llarg que no donaven suport a la posició política dels Grans al Nou Exèrcit Model i la intenció de jutjar el rei Carles I per alta traïció. Amb l'abolició de la monarquia, el Consell Privat i la Cambra dels Lords, tenia un poder executiu i legislatiu sense control.

### Govern republicà
Amb la mort de Carles I d'Anglaterra es va establir un govern parlamentari de la Commonwealth d'Anglaterra anomenat la Revolució anglesa i Oliver Cromwell va encapçalar un govern personal com a Lord Protector molt impopular.
Cromwell desembarcà a Dublín el 15 d'agost de 1649 després de la batalla de Rathmines amb un exèrcit per sufocar l'aliança reialista. i inicià una forta repressió contra els catòlics irlandesos, sent especialment significativa la batalla de Drogkbeda, i el 1653 les últimes tropes confederades i reialistes irlandeses es van rendir. Arran de la conquesta, els vencedors van confiscar gairebé totes les terres de propietat catòlica irlandesa i les van distribuir als creditors del Parlament, als soldats parlamentaris que servien a Irlanda i als anglesos que s'hi havien establert abans de la guerra, i la població desplaçada va ser duta a terres més pobres. Els catòlics tenien en aquell moment el 65% dels terres d'Irlanda, però amb la política de Cromwell van passar a tenir-ne un 20%.
El 1649 els reialistes estaven desorganitzats a Escòcia i després de la derrota del marquès de Montrose a la batalla de Carbisdale el 27 d'abril de 1650 fou condemnat a mort i penjat l'endemà. Carles II va desembarcar a Morayshire el 23 de juny de 1650 i va signar el Pacte Nacional de 1638 i la Lliga i Pacte Solemnes de 1643 poc després de desembarcar. i Cromwell va deixar alguns dels seus tinents a Irlanda per continuar la repressió dels reialistes irlandesos i va tornar a Anglaterra, arribant a Escòcia el 22 de juliol i assetjant Edimburg. va derrotar en la batalla de Dunbar el 3 de setembre. L'exèrcit de Cromwell va prendre Edimburg, i a finals d'any el seu exèrcit havia ocupat gran part del sud d'Escòcia. Cromwell va combatre els darrers partidaris reialistes i definitivament va vèncer Carles II a la batalla de Worcester el 3 de setembre de 1651 i aquest va haver de fugir a França.
A la mort d'Oliver Cromwell en 1658 el va succeir el seu fill Richard Cromwell.

### Restauració de la monarquia
El 1659, el Parlament Romanent va ser revocat i Richard Cromwell va dimitir. Durant els disturbis civils i militars que van seguir, George Monck, el governador d'Escòcia, estava preocupat perquè la nació caigués a l'anarquia i amb el seu exèrcit va marxar a Londres forçant el Parlament Romanent a tornar a admetre membres del Parlament llarg que havien estat exclosos el desembre de 1648, durant la Purga de Pride.
El 4 d'abril de 1660, Carles II va emetre la Declaració de Breda, en la qual va fer diverses promeses amb relació a la recuperació de la corona d'Anglaterra. Mentre ho feia, George Monck va organitzar el Parlament de la Convenció, que es va reunir per primera vegada el 25 d'abril. El 8 de maig, es va proclamar que el rei Carles II havia estat el monarca legítim des de l'execució de Carles I el 30 de gener de 1649 i el 25 de maig de 1660 Carles II va desembarcar a Dover i va fer la seva entrada triomfal a Londres quatre dies després, el seu 30è aniversari. El reberen tant els partidaris de la monarquia clàssica com els defensors del contractualisme o sigui d'una monarquia limitada pel Parlament. Carles va ser coronat a l'abadia de Westminster el 23 d'abril de 1661. Per a celebrar "el Retorn de sa Majestat al seu Parlament", el 29 de maig va ser declarada festa oficial, popularment coneguda com l'Oak Apple Day.
Després de la restauració de la monarquia Escòcia i Irlanda van recuperar llur autonomia nominal. No obstant això, les Guerres dels Tres Regnes van acabar establint la supremacia anglesa sobre els altres dos regnes durant la dinastia Stuart.

## El Regne Unit

### Naixement del Regne Unit: L'Acta d'Unió de 1707

La bandera del Regne Unit representa la unió dels regnes

La política de la reina Anna d'Anglaterra seria realitzar una integració més profunda. La proposta de la Unió va començar el 1706 amb les negociacions entre Anglaterra i Escòcia. Les circumstàncies de l'acceptació de la proposta són encara discutides. Els opositors creien que en no acceptar la proposta se'ls imposaria la Unió en termes molt menys favorables. Després de molt temps de debats el parlament hi va accedir.
El 1707 l'Acta d'Unió va rebre l'aprovació reial, abolint els regnes separats d'Anglaterra i Escòcia i van crear el Regne Unit de la Gran Bretanya amb un parlament únic. Anna seria la primera reina del tron britànic; Escòcia enviaria 45 representants al parlament de Westminster que s'havia transformat en el Parlament de la Gran Bretanya. Això també va significar que Escòcia i Anglaterra podien gaudir d'un del lliure comerç entre elles. No obstant això, algunes institucions escoceses i angleses no es van unificar: les lleis escoceses i angleses seguirien separades així com llurs monedes; l'Església d'Escòcia i l'Església d'Anglaterra no serien afectades per la Unió.

### Regne Unit de la Gran Bretanya i Irlanda
La invasió normanda d'Irlanda el 1170 va produir segles de lluites. Els reis d'Anglaterra volien conquerir tot el territori. Durant el segle xvii es va produir un assentament anglès i escocès a Irlanda. Possiblement influenciada per la guerra d'independència nord-americana, una força de voluntaris irlandesos va utilitzar la seva influència per a promoure la independència del parlament irlandès, la qual els va ser atorgada el 1782, acompanyada de lliure comerç entre les dues nacions. la Societat dels Irlandesos Units, conformat pels presbiterians de Belfast i catòlics i anglicans de Dublín van demanar la fi de la dominació britànica. Llur líder, Theobald Wolfe Tone va treballar amb la convenció Catòlica de 1792, la qual demanava la fi de les lleis penals. Sense aconseguir el suport del govern britànic, va viatjar a París on va sol·licitar el suport de les forces navals franceses en la insurrecció. Les forces independentistes van ser derrotades per les forces britàniques. El primer ministre William Pitt va concloure que l'única solució al problema seria acabar amb la independència irlandesa completament.
La unió legislativa de la Gran Bretanya i Irlanda va concloure l'1 de gener del 1801 sota l'Acta d'Unió (1800), i canviant el nom de l'estat a "Regne Unit de Gran Bretanya i Irlanda". Irlanda va enviar 100 representants a la Cambra dels Comuns del Regne Unit del Parlament de Westminster, electes només pels irlandesos protestants, i d'aquests els pars irlandesos elegien un nombre limitat per representar-los a la Cambra dels Lords.
El 1846 el Whig Lord John Russell és nomenat primer ministre però les esperances de conciliar els catòlics irlandesos van decaure amb la Gran fam irlandesa amb les polítiques que esperaven que el mercat proporcionaria els aliments necessaris ignorant les exportacions d'aliments a Anglaterra, i va aturar les obres del govern a Irlanda, deixant la població sense feina, diners o menjar. Al gener de 1847, el govern va iniciar un programa d'ajuda directa, en part administrat pel sistema anglès de Poor Laws, juntament amb sopes regalades de manera gratuïta. Els costos de les Poor Laws van recaure principalment sobre els propietaris locals, que van intentar alleujar els seus problemes desallotjant els residents arrendataris de les seves terres. A les eleccions al Parlament del Regne Unit de 1847 el partit Whig va obtenir guanys a costa del Partit Conservador, però va romandre en minoria, necessitant els vots dels diputats peelites i els irlandesos partidaris de la derogació de la Llei de la Unió de 1800 encapçalats per Daniel O'Connell per guanyar votacions a la Cambra dels Comuns. La seva administració va establir la jornada de treball de 10 hores a les fàbriques en 1847 i va fundar una junta nacional de salut pública en 1848 que va obligar les localitats a construir clavegueram i el drenatge. Però en gran part a causa de la desunió del partit Whig i la feblesa del seu lideratge, no va poder posar fi a les restriccions legals als jueus, estendre el sufragi als treballadors de les ciutats o garantir la seguretat de la tinença als agricultors irlandesos. Russell va destituir al seu Secretari d'Estat d'Afers Exteriors i de la Commonwealth Henry John Temple Lord Palmerston a finals de 1851, i aquest es va unir a l'oposició, fent caure el govern de Russell liderant l'atac a la seva Llei de Milícia, que va condemnar com una resposta ineficient a l'amenaça d'agressió per part de França després del Cop d'Estat francès de 1851 de Lluís Napoleó, sent substituït pel conservador Lord Derby., Derby va formar un Govern en minoria al febrer de 1852. No obstant això, aquest govern va fracassar en un breu termini de temps.
L'ampliació del sufragi restringit de 1832 va obligar el Partit Conservador d'Edward Smith-Stanley i Benjamin Disraeli a popularitzar les seves propostes i dur a terme la seva pròpia expansió del dret de vot en 1867. El partit inicialment es va oposar a una nova expansió de l'electorat, però finalment va permetre l'aprovació d'una nova reforma de 1884 del liberal William Ewart Gladstone, que el 1886 va negociar amb el Partit Parlamentari Irlandès una certa autonomia, dins del Regne Unit de la Gran Bretanya i Irlanda que fou derrotat per l'aliança dels conservadors amb el nou Partit Liberal Unionista de Spencer Cavendish i Joseph Chamberlain, escindit del partit Liberal, i els governs de coalició dirigits per Robert Gascoyne-Cecil i Arthur Balfour es van mantenir el poder durant disset dels següents els vint anys, dirigint la Segona Guerra Bòer abans de patir una forta derrota a les eleccions al Parlament del Regne Unit de 1906 quan es va dividir per les seves posicions sobre el lliure comerç, fins que es va acordar la fusió completa dels dos partits el maig de 1912.
La lluita armada per la independència d'Irlanda va continuar esporàdicament durant el segle xix. Finalment, una república d'Irlanda es va autoproclamar a Dublín el 1916 i aprovada el 1919 pel Dáil Éireann, el parlament auto-declarat. Una guerra anglo-irlandesa va tenir lloc entre les forces de la corona i l'exèrcit republicà d'Irlanda des del gener de 1919 al juny de 1921. El tractat anglo-irlandès de 1921, negociat entre els representants de la Gran Bretanya i Irlanda, i aprovat per tres parlaments, va establir l'Estat Lliure Irlandès, que va sortir del Commonwealth britànic convertint-se en una república independent després de la Segona Guerra Mundial sense cap enllaç constitucional amb el regne britànic. No obstant això, sis comtats majoritàriament protestants del nord d'Irlanda van escollir romandre com a part del Regne Unit.

### El Regne Unit i la Commonwealth
Al començament de la Primera Guerra Mundial, les colònies britàniques es van veure obligades a entrar en la guerra als costat del Regne Unit.
A la Declaració Balfour de 1926 de la Conferència Imperial, la Gran Bretanya i les colònies britàniques que havien obtingut l'estatus de "domini britànic" van acordar que eren "en igualtat de condicions, sense camp mena de subordinació en qualsevol aspecte dels seus afers interns o externs, però units per la lleialtat comú a la Corona i lliurement associats com a membres de la Mancomunitat Britànica de Nacions". Aquests aspectes de la relació entre Gran Bretanya i les seves colònies i ex-colònies es van formalitzar finalment a l'Estatut de Westminster de 1931  que creava la Commonwealth. Tot estat membre de la Commonwealth és independent, però, roman dintre de la influència política internacional del Regne Unit. El mateix any, per mitjà de l'estatut de Westminster el Canadà, Austràlia i Nova Zelanda van entrar al Commonwealth, però Terranova no ho va fer mai i el 1949 va esdevenir una província del Canadà.
Havent obtingut una certa autonomia, els estats de la Commonwealth no estan obligats a entrar a cap guerra amb el Regne Unit. Amb el començament de la Segona Guerra Mundial l'1 de setembre, 1939, el Regne Unit va entrar a la guerra el 3 de setembre, seguit d'Austràlia, Nova Zelanda i l'Índia. Caldria esperar sis mesos perquè Sud-àfrica entrés a la guerra i set dies més pel Canadà. L'Índia i Pakistan es van independitzar el 1947 que simbolitzaria la fi de l'Imperi. No obstant això, els territoris d'ultramar britànics (Bermudes, Gibraltar i les Illes Malvines entre altres) van preferir conservar l'enllaç orgànic amb el Regne Unit. Avui dia la Commonwealth compten cinquanta-tres estats.

## El segle XX

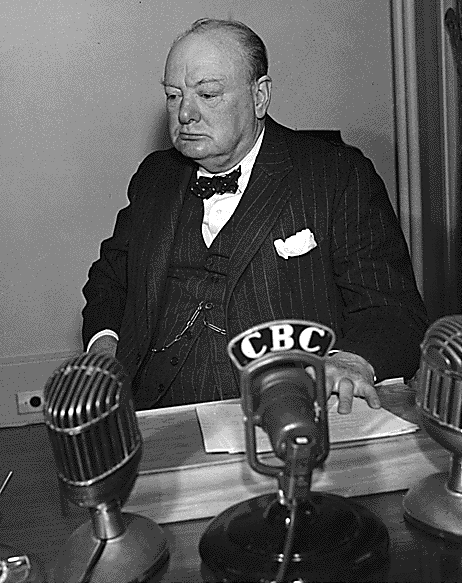
Winston Churchill

### Primera guerra mundial
Els ideals victorians van continuar durant les primeres dècades del segle xx, i el que realment va canviar la societat britànica va ser el començament de la Primera Guerra Mundial. L'exèrcit mai no havia estat massa gran, amb només 247.432 soldats al començament de la guerra. Les reformes socials de les últimes dècades del segle xix van continuar el segle xx i van incloure la formació del Partit Laborista (Regne Unit) (Labour Party) el 1900.
Mentre que els liberals al govern estaven majoritàriament en contra de la guerra fins a la invasió alemanya de Bèlgica, els líders conservadors estaven fermament a favor d'ajudar França i aturar l'Imperi Alemany. El partit liberal tenia el control total del govern fins que la seva mala gestió de l'esforç de guerra durant la crisi de municions va ferir molt la seva reputació i el maig de 1915 es va formar un govern de coalició de tots els partits. A finals de 1916, el liberal David Lloyd George es va convertir en primer ministre, però els liberals aviat veure immersos en una divisió de la que mai es van recuperar i els conservadors van dominar el govern.
El sistema electoral a Gran Bretanya i Irlanda de 1918 ampliava el dret de vot als homes majors de 21 anys, posseïssin propietats o no, i el sufragi femení les dones de més de 30 anys amb certes condicions econòmiques, i va entrar en vigor a les eleccions al Parlament del Regne Unit de 1918. La reforma electoral protegir la base de votants conservadors a l'Anglaterra rural.
El 1918, l'exèrcit tenia ja 5 milions de soldats, i la nounada força aèria tenia la mateixa grandària que l'exèrcit abans de la guerra. Les gairebé tres milions de morts durant la guerra van ser conegudes com la "generació perduda", i aquest nombre inevitablement va afectar la societat.

### Postguerra
Les eleccions al Parlament del Regne Unit de 1918 es van convocar immediatament després de l'Armistici de Compiègne que va posar fi a la Primera Guerra Mundial, i la coalició de govern del primer ministre liberal David Lloyd George, que va enviar cartes de suport als candidats als que donaven suport, va obtenir una victòria massiva. La signatura del tractat Angloirlandès de 1921 la proclamació de l'Estat Lliure d'Irlanda el 1922 i el suport que el Regne Unit donà a Grècia durant la guerra amb Turquia, van ser rebutjades pels conservadors, els quals decidiren abandonar el govern de coalició el 1922, després d'impulsar i atendre la Conferència de Gènova per resoldre la crisi del patró or i Lloyd George es va veure forçat a convocar eleccions.
A finals de 1922 creixia la desafecció al partit conservador per la seva coalició amb el partit liberal de David Lloyd George i en octubre va abandonar la coalició, tot i els desigs contraris de la major part dels líders del partit. De resultes de tot això Andrew Bonar Law, el nou líder conservador es va convertir en primer ministre i convocà noves eleccions en les què els conservadors tornaren a adquirir la majoria parlamentària i va dur a terme algunes mesures com baixar els impostos directes sobre la renda. Al maig de 1923 es va veure obligat a deixar el govern a causa d'un càncer i va dimitir el 22 de maig, sent substituït pel canceller d'Hisenda, Stanley Baldwin. Amb les eleccions al Parlament del Regne Unit de 1923 va arribar al poder el primer govern laborista de la història, en minoria i liderat per James Ramsay MacDonald. Els conservadors van recuperar el poder el 1924 en unes noves eleccions convocades quan MacDonald va perdre una moció de confiança però van ser derrotats el 1929 quan un govern laborista en minoria va prendre possessió. El 1931, després de l'enfonsament del govern de la minoria laborista, va entrar en una altra coalició liderada per Ramsay MacDonald, que estava dominada pels conservadors amb cert suport de faccions tant del Partit Liberal com del Partit Laborista (Nacional Laboral i Nacional Liberals).
El 1935, Baldwin va substituir MacDonald com a primer ministre i va guanyar les eleccions generals de 1935 amb una altra gran majoria. Durant aquest temps, va supervisar l'inici del rearmament britànic i la Crisi per l'abdicació d'Eduard VIII. El tercer govern de Baldwin va veure una sèrie de crisis en els afers exteriors, inclòs l'enrenou públic pel Pacte Hoare-Laval, la crisi de Renània i l'esclat de la Guerra Civil Espanyola. Baldwin va renunciar el 1937 i va ser succeït per Neville Chamberlain.

### Segona guerra mundial
El 3 de setembre de 1939 el Regne Unit declarà la guerra a Alemanya i el 10 de juny de 1940, hores abans de la invasió de França a través d'un veloç avanç pels Països Baixos, era clar que, després del fracàs a Noruega, el país no tenia confiança en com Chamberlain conduïa la guerra, i aquest dimití i el rei Jordi VI demanà a Winston Churchill, el Primer Lord de l'Almirallatque fos Primer Ministre que formés un Govern Nacional format per tots els partits. que va passar la Segona Guerra Mundial. Durant aquest temps, Anthony Eden fou el líder del Partit Laborista a la Cambra dels Comuns, però sempre es mantingué en un segon pla dins del partit. La seva situació personal (depressiu a causa del seu divorci i la desaparició d'un fill a la guerra) i la seva lleialtat a Winston Churchill van fer que mai es decidís a agafar les regnes del partit.
Adolf Hitler creia que la Gran Bretanya es rendiria, però Winston Churchill va decidir continuar lluitant fins al final. Per tant, els nazis van preparar un pla per a la invasió de l'illa, per al que primer s'havia d'aconseguir superioritat aèria sobre el cel britànic. La batalla d'Anglaterra va començar l'agost de 1940 amb Adlertag i els pilots britànics, a pesar d'estar en inferioritat numèrica, van oposar més resistència de l'esperada. Després d'unes quantes setmanes i de veure que no s'aconseguia un resultat clar, els nazis van decidir canviar d'estratègia i van començar a bombardejar Londres. Amb això esperaven atreure molts avions britànics i així poder destruir-los, però va tenir l'efecte contrari i va donar un respir a la RAF, que va poder recuperar-se de les pèrdues  i el 17 de setembre Hitler va ajornar la invasió de Gran Bretanya que ja no es va tornar a preparar mai més.

### Postguerra
L'any 1945, el Regne Unit era molt pobre i depenia força dels préstecs dels Estats Units per reconstruir la seva infraestructura danyada i la victòria del Partit Laborista portà als conservadors a l'oposició quan el partit va perdre contundentment les eleccions al Parlament del Regne Unit de 1945 enfront davant un ressorgent Partit Laborista basat en el programa de justícia social i les polítiques d'esquerra com ara la creació del Servei de Sanitat Nacional i la provisió dels consells d'habitatge (council housing).
El Regne Unit havia perdut el seu estatus com a superpotència i ja no podia mantenir el seu imperi. Aquesta situació va dur a la descolonització dels territoris. Amb el triomf conservador a les eleccions generals de 1951 Churchill tornà a ser primer ministre, frenant el procés de descolonització que havien iniciat els laboristes i que havia donat pas a la Llei d'Independència de l'Índia de 1947, enviant tropes britàniques per lluitar a la Rebel·lió de Mau Mau a Kenya i contra l'emergència Malaia. El seu govern va fer front a polèmiques fruit de la Guerra Freda cada cop més evident com l'alliberament de presoners nazis com Albert Kesselring o Erich von Manstein per qüestions de salut, mediant entre França i el Vietnam a la Conferència de Ginebra, que segellà la pau entre ambdues el 1954, i organitzant la Conferència de Londres, que determinà l'estatus de l'Alemanya Occidental. En retirar-se en 1955 Eden el rellevà, havent d'intervenir en la esclat de la Crisi de Suez però el seu estat de salut empitjorà amb diverses infeccions en poc temps i presentà la seva dimissió a principis de 1957 retirant-se de la vida política, i Harold Macmillan fou nomenat Primer Ministre, càrrec des del qual reprengué el procés de descolonització i hagué de fer front a la crisi del canal de Suez i a l'expulsió de Sud-àfrica de la Commonwealth a causa de l'apartheid. En octubre de 1963, Macmillan, en mig de l'escàndol sexual de John Profumo que implicava un ministre de Defensa, i el Partit Conservador, al poder des de 1951 en un país en declivi econòmic que no havia aconseguit incorporar-se a la Comunitat Econòmica Europea semblava dirigir-se a una forta derrota electoral, va emmalaltir i renunciar com a primer ministre i Alec Douglas-Home fou l'escollit per succeïr-lo.
La dècada de 1960 seria una dècada pròspera i el començament de la modernització de l'Estat. Durant la dècada de 1970 el Regne Unit es va incorporar a la Comunitat Econòmica Europea (anteriorment França havia rebutjat el seu ingrés). Aquesta seria una dècada d'altes taxes d'atur i de desindustrialització de la manufactura tradicional.
Després de les primeres manifestacions en defensa dels drets civils i els enfrontaments amb la població protestant a Irlanda del Nord de 1969 convocades per la Northern Ireland Civil Rights Association, atacades per forces combinades del Royal Ulster Constabulary, Ulster Special Constabulary i lleialistes. L'exèrcit britànic arribà el 14 d'agost i provà d'interposar-se entre les faccions enfrontades. Dos dies més tard, surt a la llum el balanç dels disturbis: nou morts, tots ells civils, majoritàriament republicans, 500 cases incendiades i 1820 famílies que han fugit de casa seva.

### Margaret Thatcher

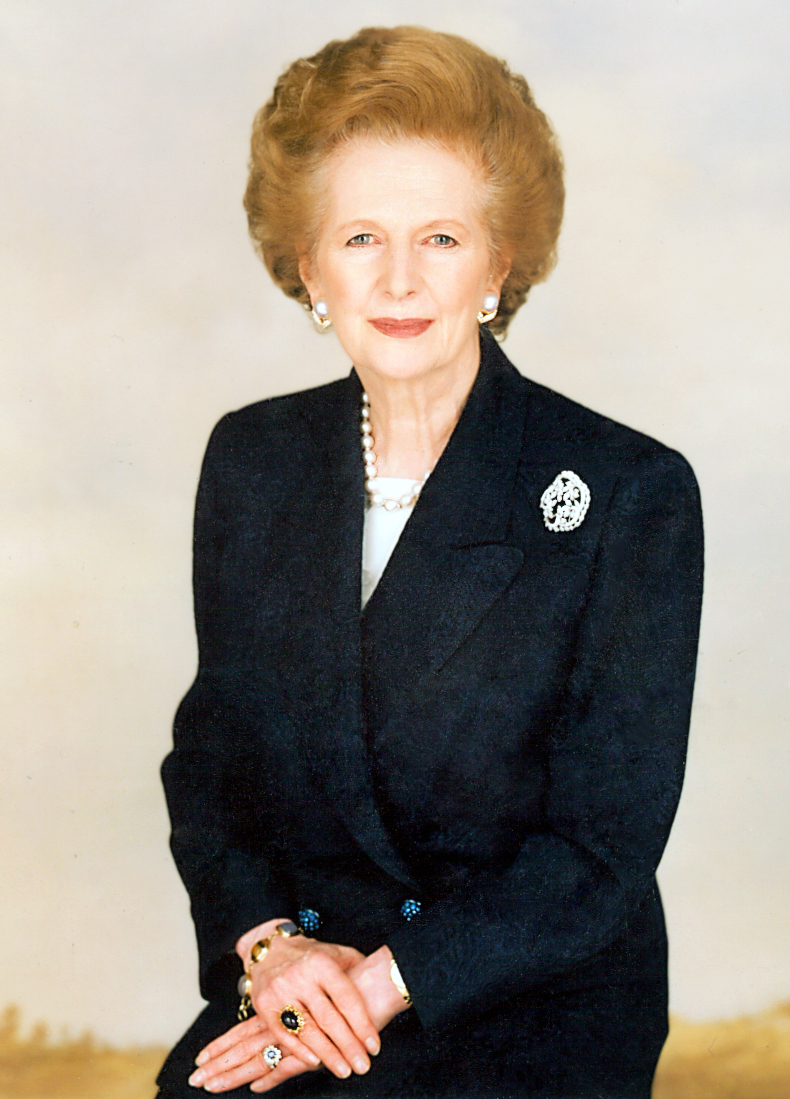
Margaret Thatcher

Margaret Thatcher es va convertir en primer ministre després de guanyar les Eleccions al Parlament del Regne Unit de 1979 i va introduir polítiques econòmiques destinades a revertir l'alta inflació i les lluites britàniques arran de l'hivern del descontentament i la recessió que s'aproximava. La seva filosofia política i polítiques econòmiques van emfatitzar la desregulació, especialment del sector financer, la privatització d'empreses de propietat estatal i la reducció del poder i la influència dels sindicats. La seva popularitat en els primers anys al càrrec va disminuir enmig de la recessió i l'augment de l'atur, fins a la victòria a la Guerra de les Malvines de 1982 i la recuperació de l'economia que va provocar un ressorgiment del suport i la seva reelecció a les eleccions al Parlament del Regne Unit de 1983. Va sobreviure a un intent d'assassinat de l'IRA Provisional en l'atemptat del Grand Hotel de Brighton de 1984 i va aconseguir una victòria política contra la Unió Nacional de Treballadors Miners a la vaga de miners de 1984–85. Thatcher va ser reelegida per a un tercer mandat amb un altre victòria contundent a les eleccions al Parlament del Regne Unit de 1987, però el seu posterior suport al Poll Tax va ser àmpliament impopular, i les seves opinions cada cop més euroescèptiques sobre la Comunitat Econòmica Europea no van ser compartides per altres membres del seu gabinet i va dimitir com a primera ministra i líder del partit l'any 1990, després que es va llançar un repte al seu lideratge.

### John Major

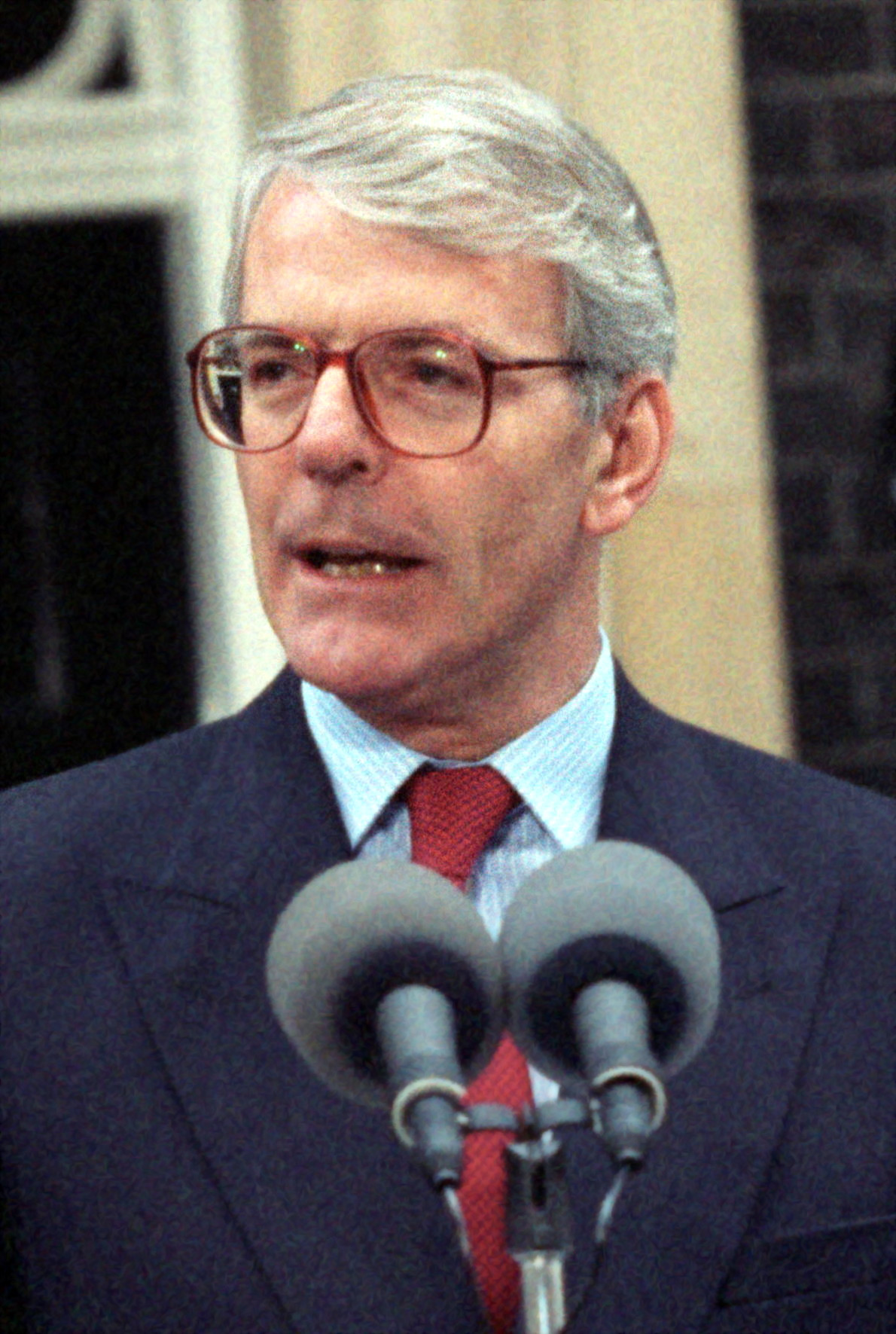
John Major

La situació canviaria durant la dècada de 1990, que seria un període de creixement econòmic continuat que ha perdurat fins a l'actualitat. John Major substituí Margaret Thatcher com a primer ministre arran de la seva dimissió. Confirmat en el càrrec en les eleccions al Parlament del Regne Unit de 1992, des de l'inici del seu mandat sostingué una pugna amb els sectors més antieuropeistes del seu partit. El 15 de desembre de 1993 Major i el Taoiseach irlandès Albert Reynolds van fer la Declaració de Downing Street en la que manifestaven tant el dret del poble d'Irlanda a l'autodeterminació, com que Irlanda del Nord seria transferida a la República d'Irlanda des del Regne Unit només si la majoria de la seva població estava a favor d'aquest moviment. També incloïa, com a part de la prospectiva de l'anomenada "dimensió irlandesa", el principi de consentiment que el poble de l'illa d'Irlanda tenia el dret exclusiu de resoldre els problemes entre el Nord i el Sud per consentiment mutu, fent possible l'inici de negociacions per a la pacificació d'Irlanda del Nord. Major fou derrotat pels laboristes en les eleccions al Parlament del Regne Unit de 1997 i substituït per Tony Blair.

## Sortida del Regne Unit de la Unió Europea
Un 51,89% dels britànics va votar a favor d'abandonar la Unió Europea en un referèndum el 23 de juny de 2016 convocat pel primer ministre David Cameron. La sortida es va fer efectiva el 31 de gener de 2020, encara que el país va seguir formant part de la Unió Duanera i del mercat interior durant un període de transició que va acabar el 31 de desembre. El 29 de març de 2017 Theresa May, successora de Cameron, es va invocar l'article 50 del Tractat de la Unió Europea i anuncia que el Regne Unit en sortirà dos anys després, el 29 de març del 2019. Tot i això, la data no s'acomplirà i May perd la majoria absoluta en les eleccions de 2017 i finalment és rellevada per Boris Johnson el 24 de juliol de 2019. Johnson promet fixa el 31 d'octubre d'aquell any com a data de sortida i ha de demanar una tercera pròrroga. La sortida es va fer efectiva el 31 de gener de 2020, encara que el país va seguir formant part de la Unió Duanera i del mercat interior durant un període de transició que va acabar el 31 de desembre. En aquesta transició, les negociacions van arrencar el març, però la pandèmia de la COVID-19 provoca una aturada fins al 15 d'abril, quan es reprenen les reunions de forma telemàtica. Els acords de pesca i sobre els serveis als mercats financers van els principals esculls durant les negociacions, que es van arribar a suspendre el 16 d'octubre per part de Johnson, que va acusar la UE de no ser prou seriosa després d'una cimera que va acabar sense acord en matèria pesquera. Finalment, el 29 de novembre de 2020 es van reprendre les converses presencials i l'acord comercial es va assolir el 24 de desembre.
A les eleccions al Parlament del Regne Unit de 2019, el vot als laboristes va caure fins al 32% i una pèrdua de 60 escons, que va quedar amb 202, el menor des de les eleccions generals de 1935, i Corbyn va anunciar la seva renúncia al liderat del partit, Johnson va dimitir el 7 de juliol del 2022 per l'escàndol polític que va suposar el Partygate, sobre festes i altres reunions del personal del govern i del Partit Conservador celebrades durant la pandèmia de COVID-19 el 2020 i 2021, quan les restriccions de salut pública van prohibir la majoria de les reunions. El setembre de 2022, Liz Truss va succeir Johnson i nomenada primer ministre per la reina Isabel II dos dies abans de la seva mort, i quan el govern va anunciar retallades d'impostos i préstecs a gran escala, es va produir una gran inestabilitat financera que va fer revertir la major part de les mesures. Davant les creixents crítiques i la pèrdua de confiança en el seu lideratge, Truss va anunciar la seva dimissió com a líder del Partit Conservador el 20 d'octubre. Rishi Sunak va ser proclamat nou líder del partit el 24 d'octubre de 2022.
Les eleccions al Parlament del Regne Unit de 2024 suposaren els pitjors de la història del partit conservador. i el laborista Keir Starmer es va convertir en el nou primer ministre.